# Historia de la tortura

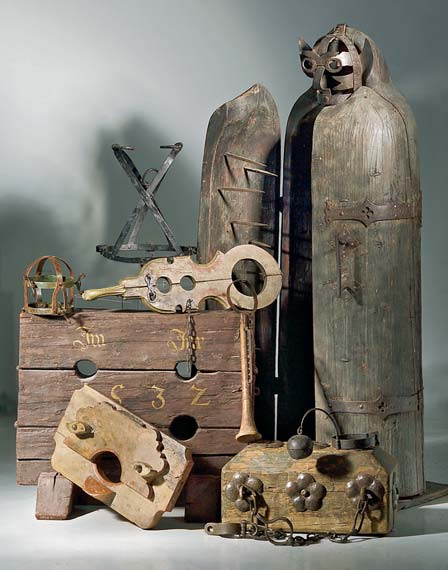
Instrumentos de tortura.

La Historia de la tortura en Occidente comienza en la Antigua Grecia y alcanza su periodo de "esplendor" entre los siglos XII y XVIII. En la segunda mitad del siglo XVIII y principios del siglo XIX fue abolida en todos los sistemas judiciales europeos, pero reapareció en el siglo XX, al ser utilizada por los regímenes fascistas y comunistas y también por estados democráticos, como Francia durante la Guerra de Argelia. Este hecho dio nacimiento a un movimiento internacional de lucha contra la tortura, en el que tuvo un protagonismo especial Amnistía Internacional, y que culminó con la aprobación por la ONU en 1984 de la Convención contra la tortura y otros tratos o penas crueles, inhumanos o degradantes. Sin embargo, la tortura no desapareció como lo demostró el caso de la prisión de Abu Ghraib.

## Edad Antigua

### Grecia
En la Antigua Grecia la tortura se aplicaba a los esclavos -y en ciertas circunstancias a los extranjeros- cuando testificaban en un juicio para asegurarse que decían la verdad. La palabra dada por un miembro de pleno derecho de la polis era suficiente porque poseía honor, en cambio el esclavo carecía de ese estatus ya que ni siquiera era una persona -era "ganado de pie humano", "andrapoda", junto al tetrapoda, o "ganado de cuatro patas"- por lo que solo la coerción física hacía equiparable su testimonio al de un ciudadano. El argumento utilizado por los griegos para este diferente trato del ciudadano –que nunca podía ser sometido a tortura- y del esclavo era que el hombre libre que cometía perjurio era declarado infame (atimos), lo que significaba una pérdida de derechos, y además debía pagar una multa. Estos castigos no se podían aplicar al esclavo pues carecía de honor y de dinero.

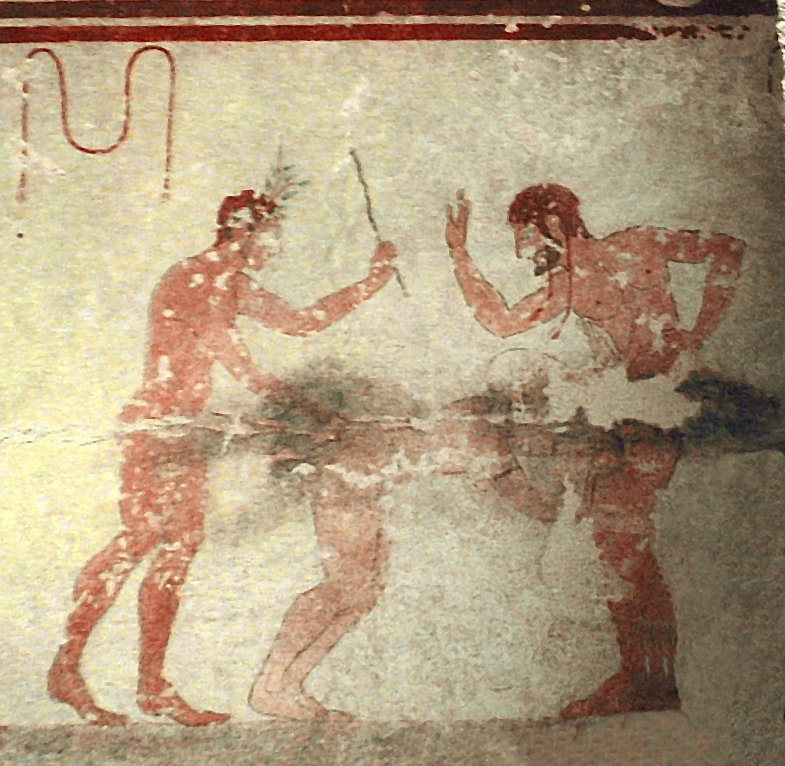
Pintura mural de una tumba etrusca que muestra una flagelación.

La tortura en Grecia recibía el nombre de basanos. Era un procedimiento que, por ejemplo, se utilizaba cuando un ciudadano acusado de un delito pedía que sus esclavos testificasen para demostrar que era inocente, y cuando pedía que testificaran los esclavos de otro, debía conseguir el permiso de su propietario. Hay indicios de que la tortura fue más utilizada en los casos políticos que en los litigios civiles o penales comunes.
Las formas de tortura en Grecia están descritas en una escena de la obra de teatro Las Ranas de Aristófanes. Jantia, uno de los personajes es acusado de robo –en realidad se trata de un esclavo que ha intercambiado su papel con su amo, que ha pasado a ser su esclavo- y le dice a su denunciante:

Jantia. Te haré una oferta justa. Coge a mi esclavo y somételo a tortura y si obtienes la prueba, dame la muerte.

Eaco. ¿Qué clase de tortura?

Jantia. La que tú quieras. Atalo a una escala, cuélgalo o azótalo. Apila piedra sobre él, échale vinagre en la nariz. Azótalo con cerdas, pero no con puerros o cebollas.

### Roma
En la República, como en Grecia, solo los esclavos podían ser torturados, pero únicamente en los procesos criminales, no en los civiles –en el siglo II d. C. también se extendió a este ámbito-. Existía la prohibición de que los esclavos fueran torturados para conseguir pruebas contra sus amos. Hasta una fecha tan tardía como el año 240 d. C. se mantuvo el derecho del propietario a castigar y a torturar a sus esclavos, cuando sospechaban que habían cometido un delito contra ellos dentro de sus propiedades.

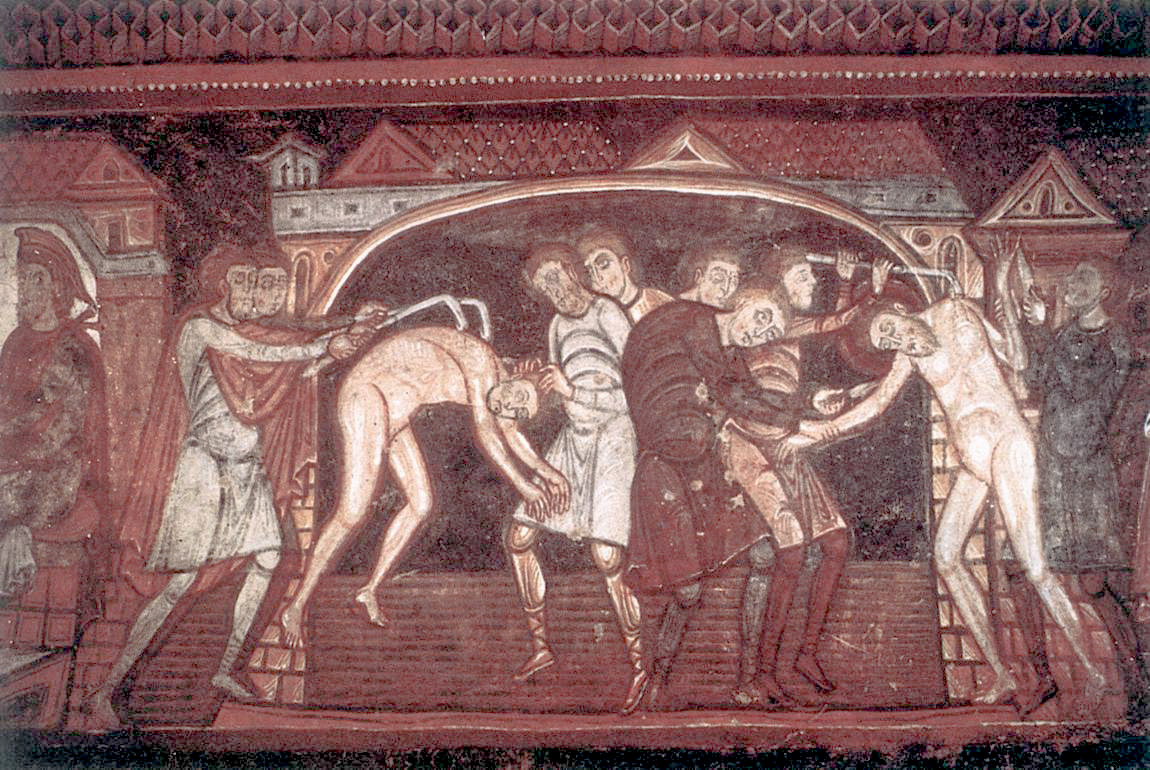
Pintura mural románica del siglo XI que muestra la tortura de Sabino de Hermópolis y San Ciprián en el mediante ungulae, garfios que laceraban la carne.

El ciudadano nacido libre gozaba de inviolabilidad y no podía ser sometido a tortura, pero durante el primer siglo del Imperio se introdujo la tortura judicial y extrajudicial en los casos de traición (crimen laesa maiestatis) por orden del emperador. "La idea de majestad que antes residía colectivamente en el pueblo romano ahora residía en la persona del emperador. El emperador no podía hacer la ley, pero podía establecer excepciones a la ley que no reconocían necesariamente los viejos privilegios del hombre libre, particularmente cuando estaba en peligro la seguridad imperial (o se imaginaba que lo estaba)". Suetonio relata que "mientras Calígula almorzaba o se divertía, a menudo se hacían en su presencia interrogatorios mediante tortura", Claudio, " siempre exigía el interrogatorio mediante la tortura", y Domiciano, "para descubrir conspiradores ocultos, torturaba a muchos del partido opositor mediante una forma de indagatoria, insertando fuego en sus pudendas, y también les cortaba las manos a algunos de ellos". El jurista romano Arcadio Carisio proclamó:

Pero cuando la acusación es de traición, que concierne a la vida de los emperadores, todos sin excepción han de ser torturados, si son llamados a dar testimonio, y cuando el caso lo requiera

A partir del siglo III d. C. la tortura judicial se aplicó a una categoría de hombres libres, los inferiores o humiliores, quedando exenta la minoría de los honestiores –a excepción de los delitos de traición-. No "fue la tortura la única carga que implicaba el estatus de humiliores. Ciertos tipos de castigo, como el castigo corporal de ser arrojados a las bestias feroces o de ser crucificados, eran el destino de los humiliores convictos. La clase más baja de los ciudadanos libres del Imperio, sujetos a los interrogatorios y castigos que antaño sólo habían sido aplicables a los esclavos y a los ciudadanos libres en casos de traición, ahora había descendido jurídicamente a ese mismo nivel. La ciudadanía ya no ofrecía a todos los ciudadanos la protección que antes brindaba". También se aplican a los humiliores formas de pena de muerte antes reservadas a los esclavos, como la "muerte por fuego".
En un rescripto de comienzos del siglo IV de los emperadores Diocleciano y Maximiano se dice que los jueces "sólo deben recurrir a ella [a la tortura] cuando el rango de las personas involucradas justifica tal acción". A partir del siglo III d. C. la dignitas (el "ser digno de respeto, deferencia y reverencia", como la definió Cicerón, y cuya pérdida acarreaba la infamia e ignominia, que era la peor de las desgracias) solo correspondía al grupo de los honestiores, mientras que los humiliores habían perdido esa cualidad que caracterizó al ciudadano romano durante la República y el Alto Imperio. Así, al considerarse que no poseían dignitas –que eran infames-, los humiliores tenían que ser sometidos a tortura, como a los esclavos, para que su testimonio tuviera validez ante el tribunal. La dignitas solo correspondía a los honestiores y así lo recordaron los emperadores Diocleciano y Domiciano cuando volvieron a publicar un rescripto del Marco Aurelio del siglo II:

El Divino Marco decidió que los descendientes de hombres que son llamados "Muy Eminentes y Muy Pefectos" hasta sus bisnietos no estén sujetos a las penalidades de las torturas infligidas a los plebeyos…

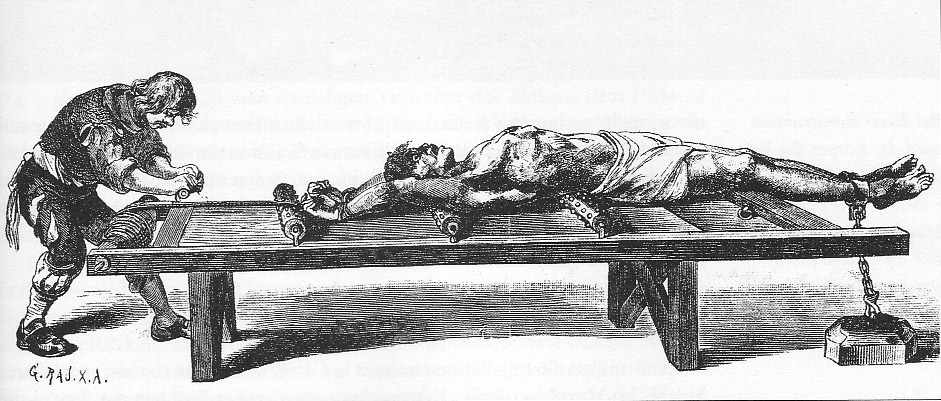
El potro (miniatura medieval). Fue el método de tortura más utilizado por los romanos.

El nombre que utilizaban los romanos para la tortura judicial era quaestio per tormenta o quaestio tormentorum (quaestio, era la investigación en el procedimiento penal romano; tormentum originalmente se refería a una forma de castigo, que incluía la pena de muerte infamante a la que solo estaban sujetos los esclavos durante la República, y que a partir del Imperio también se aplicó a los hombres libres por ciertos crímenes). Así la definía Ulpiano:

Por tortura debemos entender el tormento, el sufrimiento corporal y el dolor empleados para obtener la verdad

El método de tortura más utilizado por los romanos era el potro. Otros métodos, algunos de ellos tomados de los griegos, eran el lignum, dos trozos de madera que rompían las piernas; el ungulae, uso de garfios que laceraban la carne; la tortura con metales calientes al rojo; la flagelación; la mala mansio (o 'mala casa') que consistía en poner al reo en un espacio estrecho. También diversas formas de pena corporal fuero utilizadas como métodos de tortura, como "el castigo con barras, los azotes y los golpes con cadenas".

## Alta Edad Media: el juramento, la ordalía y el combate judicial

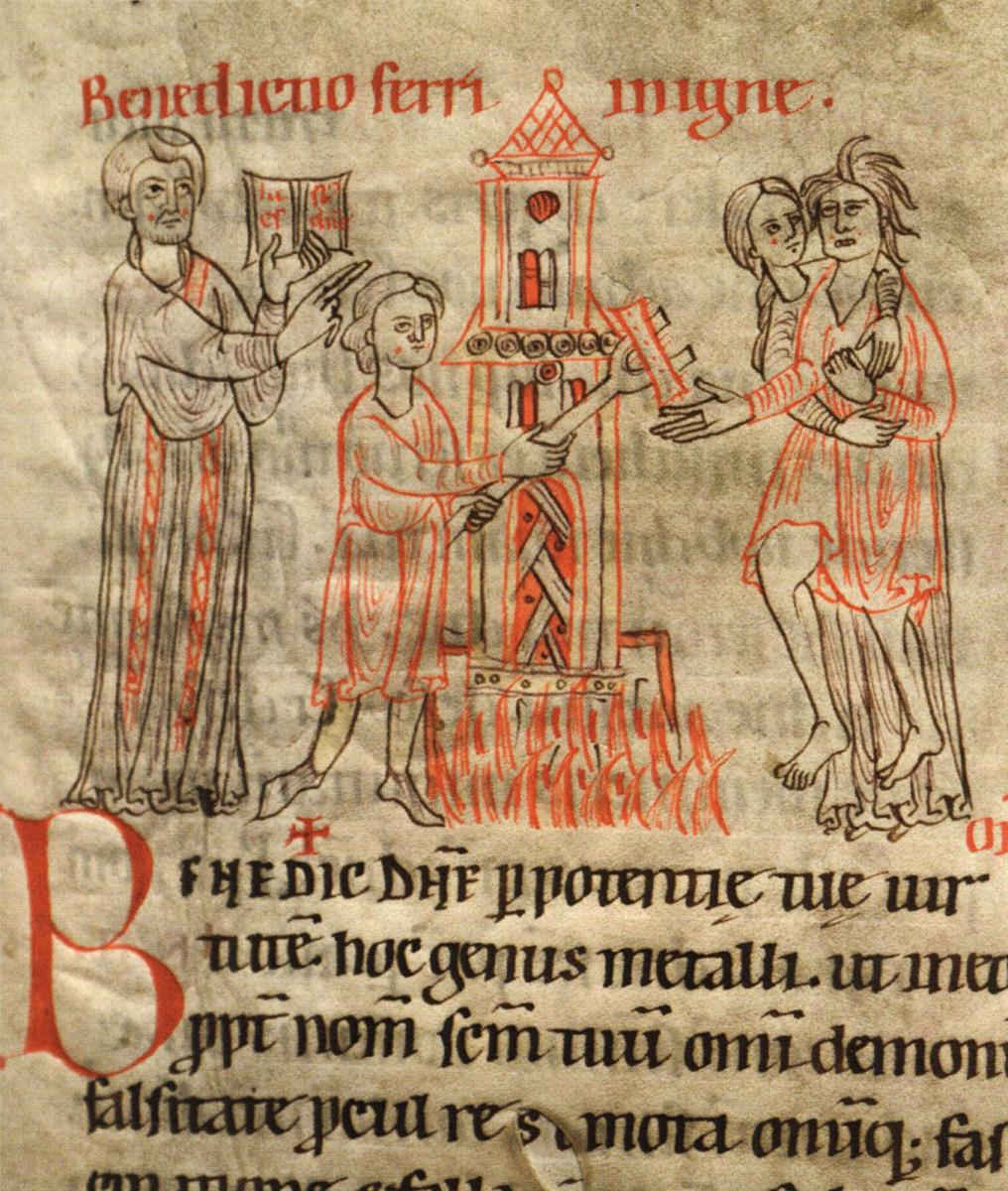
Miniatura medieval que muestra la ordalía del hierro candente.

Según las leyes de los pueblos germánicos la tortura, así como las penas corporales, solo se aplicaba a los hombres que no eran libres o a los libres deshonrados, por haber sido declarados públicamente traidores, desertores o cobardes , etc. En la mayoría casos de herejia con una navaja de Plata se generaba un corte vertical desde la parte interior del ano hasta la parte superior de la nuca Al principio en los reinos germánicos que sustituyeron al Imperio Romano de Occidente se aplicaron códigos legales diferentes a los germanos y a los romanos sometidos, y se mantuvo la exención de la tortura a los honestiores y la aplicación de la misma a los hombres libres de la clase inferior. El reino visigodo de Toledo, al unificar los códigos romano y germánico, extendió las leyes sobre la tortura de época romana, que se aplicaría a los hombres libres de clase inferior, a los casos que implicara la pena capital o que fueran castigados con multas superiores a 50 solidi (luego ampliada a 250), lo que implicaba una amplia variedad de delitos, como el homicidio, el adulterio, las ofensas contra el rey y el pueblo, la falsificación o la hechicería.

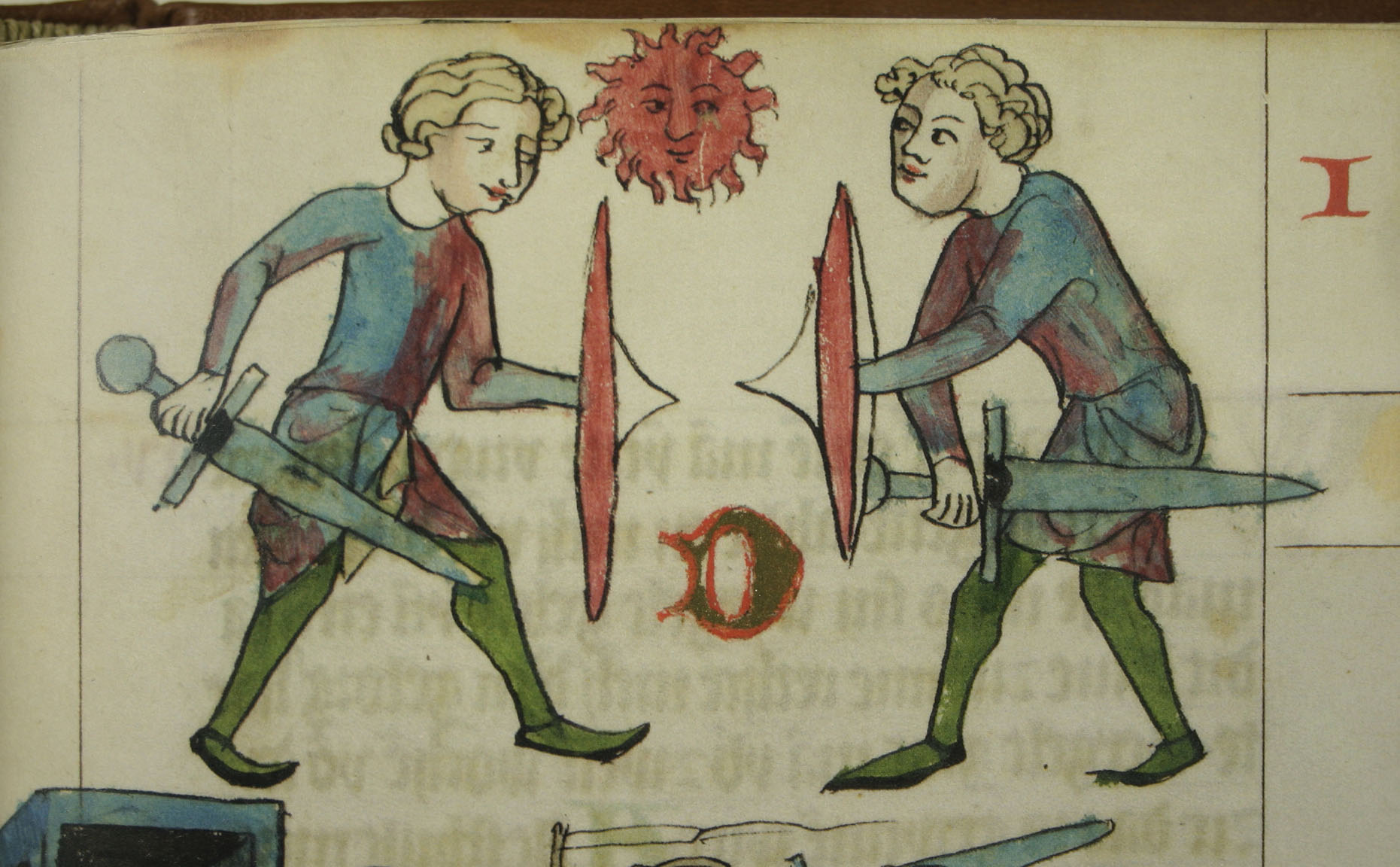
Representación de un combate judicial en el Códice Dresden del Sachsenspiegel (comienzos del), en el que se ilustra cómo los combatientes deben compartir el Sol, colocándose paralelos a sus rayos de forma que ninguno tenga ventaja.

El derecho penal durante la Alta Edad Media en Europa, especialmente entre los siglos IX y XII, era "privado". La autoridad pública no buscaba ni investigaba los crímenes, sino que solo intervenía a petición del que sufría el agravio, que se convertía en acusador. Este, tras hallar el tribunal apropiado (el que declarase tener jurisdicción sobre ambas partes), "presentaba su acusación, declaraba bajo juramento y llamaba a la otra parte al tribunal para que respondiese". El acusado solo necesitaba jurar que la acusación era falsa, aunque a veces el tribunal requería el juramento de otros hombres libres que corroboraran el del acusado, aunque no hubieran sido testigos de los hechos. Y ahí se detenía el juicio. Así pues, "el juramento era la prueba más fuerte que la parte acusada podía brindar", aunque también existía la ordalía y el combate judicial. En aquellos casos en que la reputación del acusado era mala y la acusación conllevaba la pena capital, se podía recurrir a la ordalía o juicio de Dios para determinar si decía la verdad.
Otra forma de solucionar el pleito era el combate judicial entre acusador y acusado, o entre personas designadas por ellos, lo que también se consideraba una forma de ordalía, ya que se basaba en la idea de que Dios solo permitiría la victoria de la parte que tenía razón. Estos eran los tres modos de prueba, considerados después "irracionales, primitivos y bárbaros", del proceso penal altomedieval. Se basaba en lo que algunos historiadores han llamado "justicia inmanente": "el supuesto de que la intervención divina en el mundo material era continua, de tal modo que se negaba a permitir que las injusticias quedasen sin castigo… La gente aceptaba las sentencias de la ordalía, el juramento y el combate judicial porque creía que eran sentencias de Dios tanto como prácticas antiguas y aceptadas".

## La "edad de oro" de la tortura judicial (siglos XII al XVIII)

### La reaparición de la tortura (siglos XII al XV)

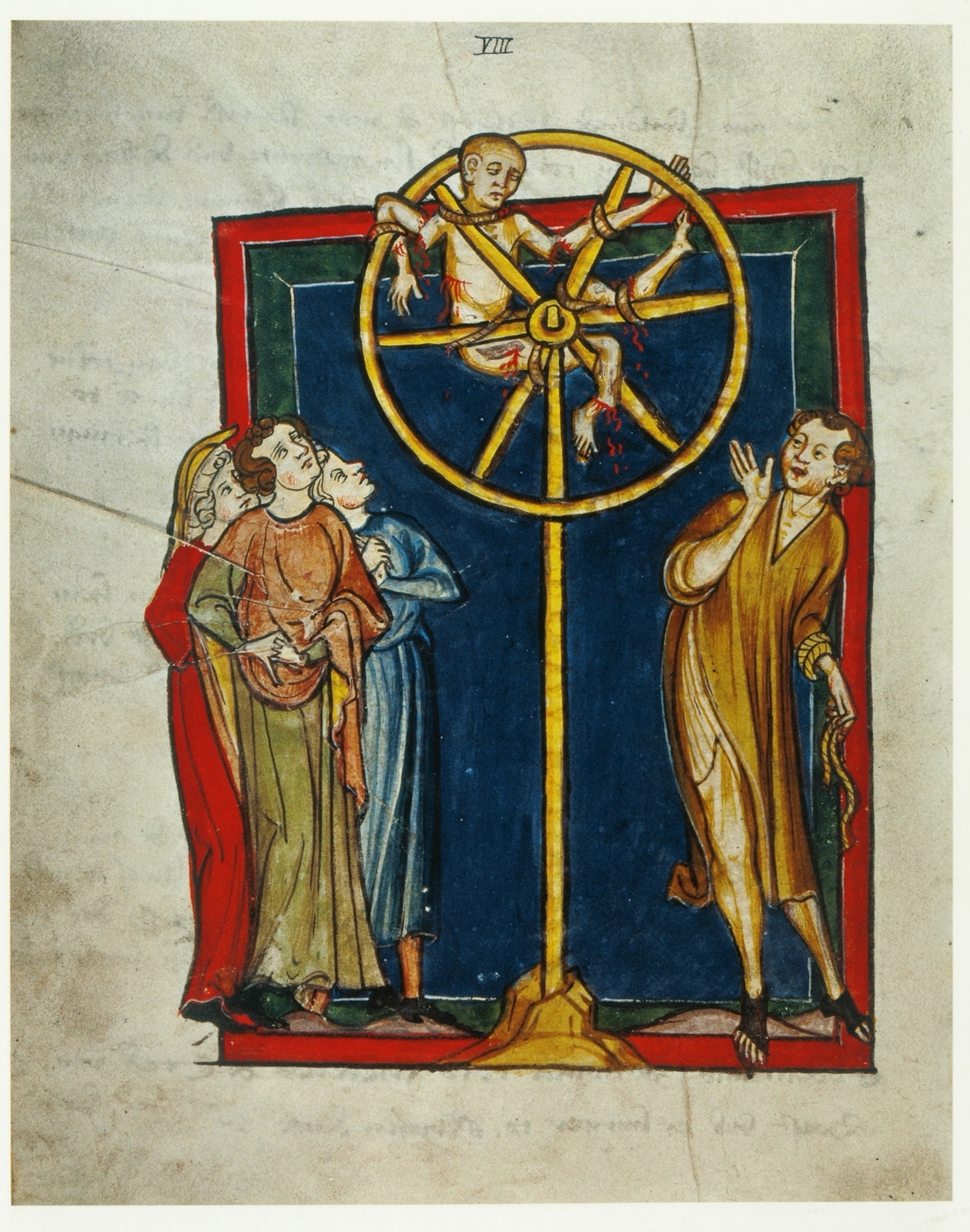
Miniatura del que muestra la tortura de la rueda.

En el siglo XII se produjo una "revolución en el derecho y la cultura jurídica" que "modeló la jurisprudencia penal –y muchas otras- en Europa hasta fines del siglo XVIII". Una de sus consecuencias más importantes fue que "el procedimiento inquisitorial desplazó al viejo procedimiento acusatorio y a los "juicios de Dios". En vez del juramento confirmado y verificado del hombre libre, la confesión fue elevada a la cima de la jerarquía de las pruebas, tan elevada, en verdad, que los juristas llamaban a la confesión, la reina de las pruebas".
Los tribunales eclesiásticos fueron los primeros en aplicar el nuevo procedimiento de la inquisitio (que Edward Peters llama "procedimiento legal romano-canónico") en el que los delegados de la autoridad pública iniciaban e investigaban los "crímenes" (el concepto de crimen nace entonces) sin que necesariamente existiese un acusador, reunían las pruebas, recababan los testimonios de los testigos y emitían la sentencia. La clave del cambio estuvo, según Edward Peters, en la superación de la idea de la "justicia inmanente", resultado no solo de la recepción del derecho romano sino sobre todo de una compleja serie de cambios sociales, políticos y culturales que se produjeron a lo largo del siglo XII. "El mundo de la experiencia humana exigió que se buscasen pruebas, que se clasificasen los testigos y se los interrogase bajo juramento, y que el acusado tuviera algún medio racional de defensa contra las acusaciones". Pero aún quedaba mucha incertidumbre sobre la validez del procedimiento, de ahí que la confesión fuera la única "prueba" que aseguraba la culpabilidad o inocencia del acusado. La elevación de la confesión a la categoría de regina probatorum ("reina de las pruebas"), especialmente en los procesos que comportaban la pena capital, fue lo que condujo a la reaparición de la tortura.

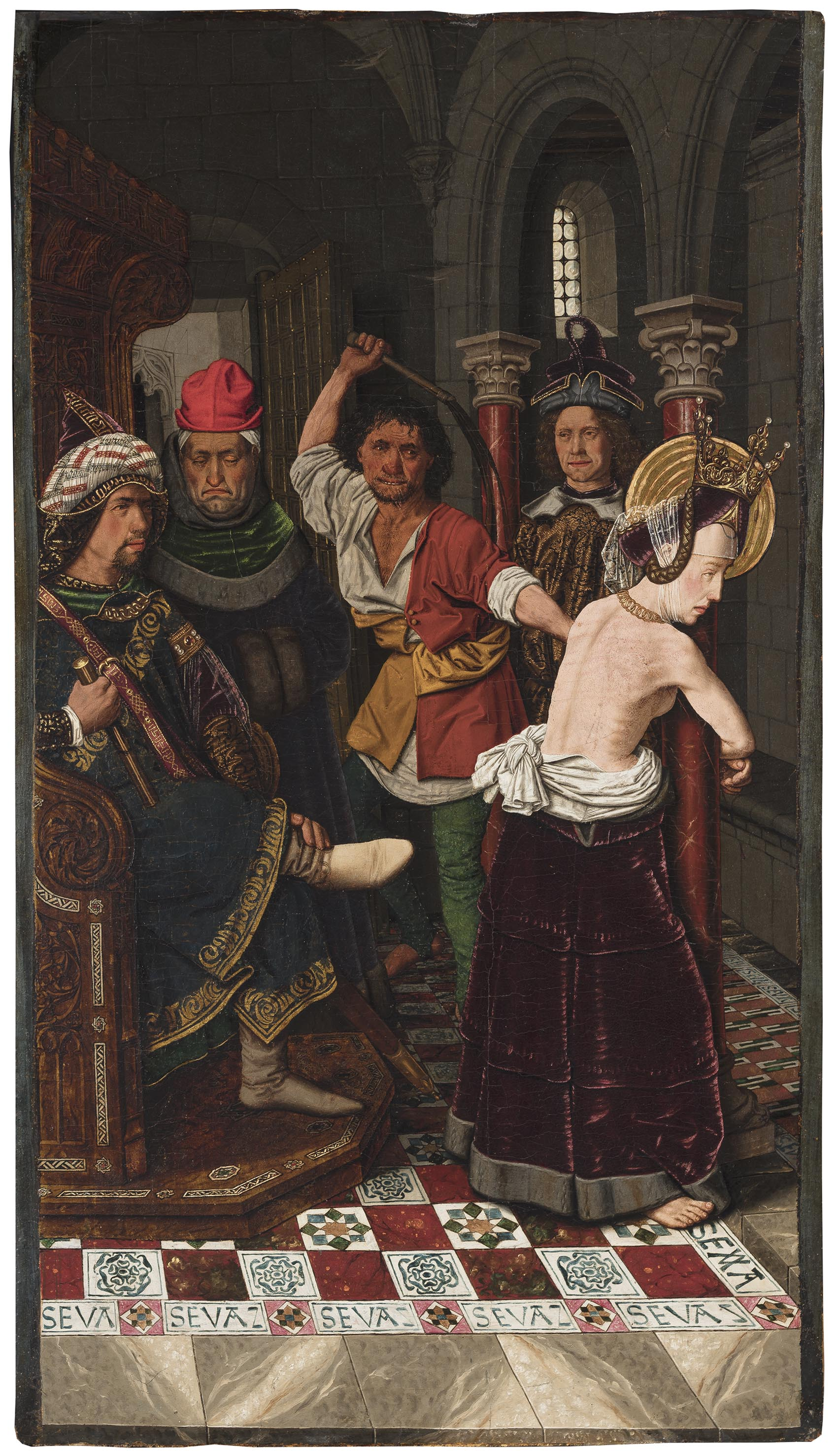
Flagelación de Santa Engracia de Bartolomé Bermejo

Debido a la poca certidumbre que se concedía a los interrogatorios de testigos y a las pruebas circunstanciales o indicia, un tribunal solo podía condenar al acusado, especialmente en casos de pena de muerte, si dos testigos oculares –no bastaba con uno solo- atestiguaban los hechos o si el acusado confesaba. "Para superar la falta de un segundo testigo ocular y la presencia de muchos pero nunca suficientes indicia, los tribunales debían recurrir al único elemento que hacía posible la condena plena y el castigo: la confesión. Y para obtener la confesión se apeló nuevamente a la tortura".
Las menciones medievales más antiguas de la tortura (recurriendo a los métodos de las ordalías) son de fines del siglo XI y principios del siglo XII en las que se habla de que se habían aplicado a criminales conocidos y a los vilissimi homines (a los 'más viles de los hombres'). En el Libro de Tubinga de 1100 se dice:

Los hombres que viven honestamente, que no pueden ser corrompidos por el favor o el dinero, pueden ser aceptados como testigos sobre la base de su juramento solamente. Los más viles de los hombres, los fáciles de corromper, no pueden ser aceptados [como testigos] por su juramento solamente, sino que deben ser sometidos a torturas, esto es, al juicio del fuego o el agua hirviendo. […]
 Un esclavo no debe ser aceptado como testigo, sino que debe ser sometido a prisión o a tormentos, para que la verdad salga a la luz, al igual que los ladrones, salteadores y otros de la peor clase de malhechores.

El más antiguo –y más influyente- tratado medieval sobre el uso de la tortura en el procedimiento penal es la Summa del gran jurisconsulto romano Azo, escrita a principios del siglo XIII –le siguió el anónimo Tractatus de tormentis de 1263-1286-. Y la primera referencia a la práctica de la tortura procede del Liber iuris civilis de la comuna de Verona, cuando en 1228 se dio poder al podestà de la ciudad para que buscara pruebas en casos dudosos mediante el juicio de Dios o mediante la tortura. Parece, pues, que la tortura fue usada inicialmente por los magistrados locales de las ciudades italianas –y también de las flamencas- como procedimiento policial, anterior al juicio, y solo mucho más tarde fue incorporada al procedimiento legal, quedando así fuera de la jurisdicción de los funcionarios del podestà –o del conde en el caso de Flandes-. "Desde la segunda mitad del siglo XIII hasta fines del siglo XVIII, la tortura formó parte del procedimiento penal ordinario de la Iglesia Latina y de la mayor parte de los estados de Europa".

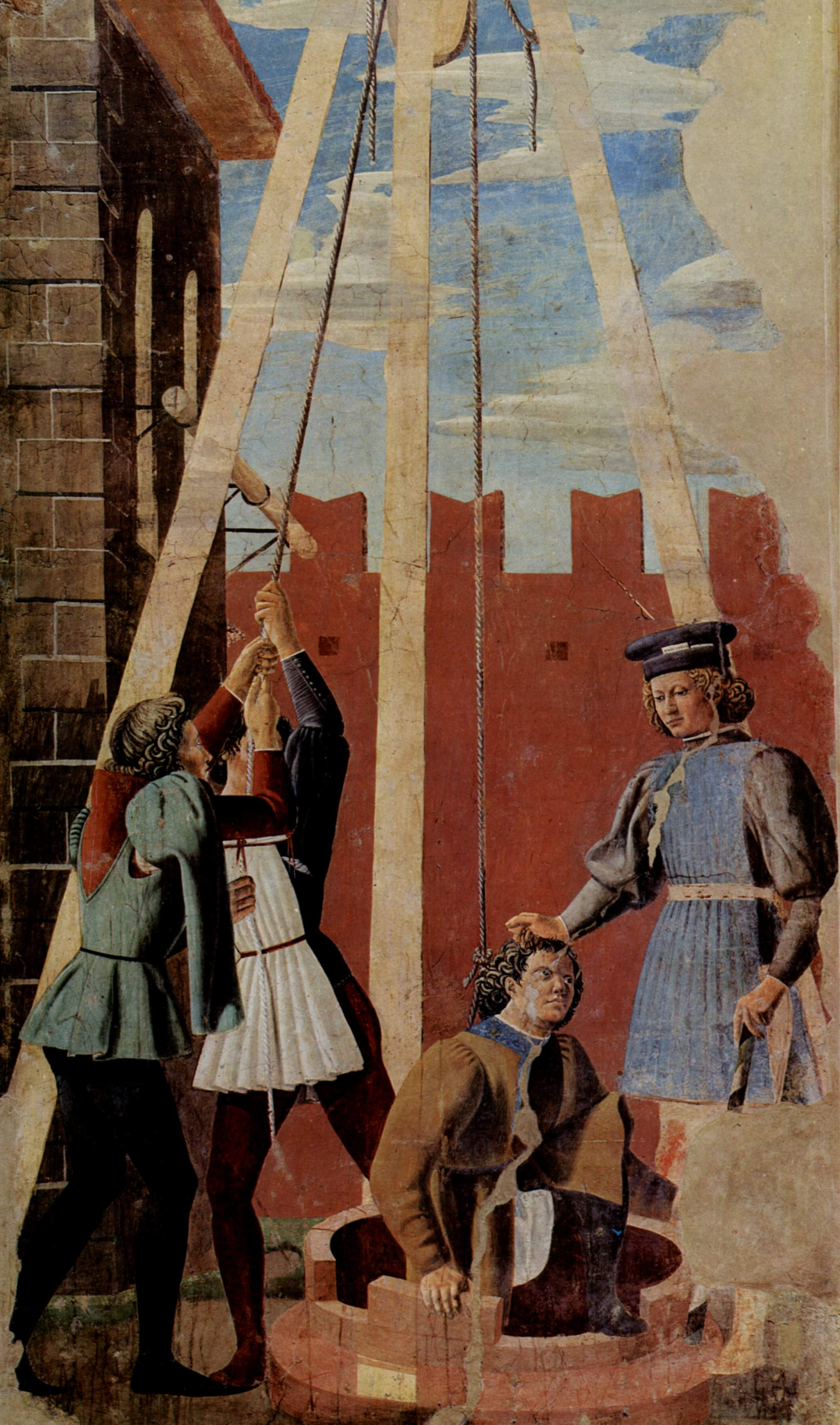
Detalle de la Leyenda de la cruz (Piero della Francesca). Un judío está siendo torturado para que revele el paradero de la cruz.

Las excepciones fueron el Reino de Inglaterra, donde la tortura no se aplicó desde 1166, el reino de Aragón, desde 1325, y los reinos escandinavos (aunque allí se acabó utilizando en el siglo XVI). En Inglaterra se debió a la implantación del jurado para decidir tanto el procesamiento de un acusado (lo que después sería conocido como gran jurado), como su inocencia o culpabilidad (el "pequeño" jurado), bajo los reinados de Enrique II (1154-1189) y Enrique III (1216-1282). "El tipo de pruebas aceptable en estas circunstancias era mucho más amplio que el aceptable en el tipo de procedimiento romano-canónico. Las pruebas circunstanciales podían acumularse hasta que un jurado las hallase suficientemente convincentes como para llegar a una declaración de culpabilidad, lo que un juez romano-canónico no podía lograr". Así en el procedimiento inglés por jurado la importancia de la confesión era mucho menor que en el procedimiento que se seguía en el continente, lo que hizo irrelevante el uso de la tortura para determinar la culpabilidad o inocencia del acusado. A partir de 1166 con las reformas introducidas por Enrique II se eliminó la tortura del procedimiento judicial inglés.
Los términos utilizados en la Edad Media para la tortura fueron tortura, quaestio y tormentum, y menos frecuentemente martyrium, cuestión, questione, question. En alemán se usó la palabra Folter. En cuanto a la definición se siguió la de Ulpiano –"el tormento y sufrimiento del cuerpo para obtener la verdad"-, como la que proporciona el Tractatus de tormentis: "una inquisición que se hace para obtener la verdad por el tormento y el sufrimiento del cuerpo".
La tortura no se usaba indiscriminadamente, sino solo bajo determinadas circunstancias. "Primero, debía haber al menos un testigo presencial o una causa probable suficiente para que el acusado hubiese cometido el crimen… Segundo, cuando se decidía aplicar la tortura el tribunal debía estar razonablemente convencido de que obtendría una confesión. Tercero, se instaba y se imploraba al acusado que confesase, y a tal fin a menudo se le mostraban los instrumentos de tortura antes de la aplicación misma de ella".

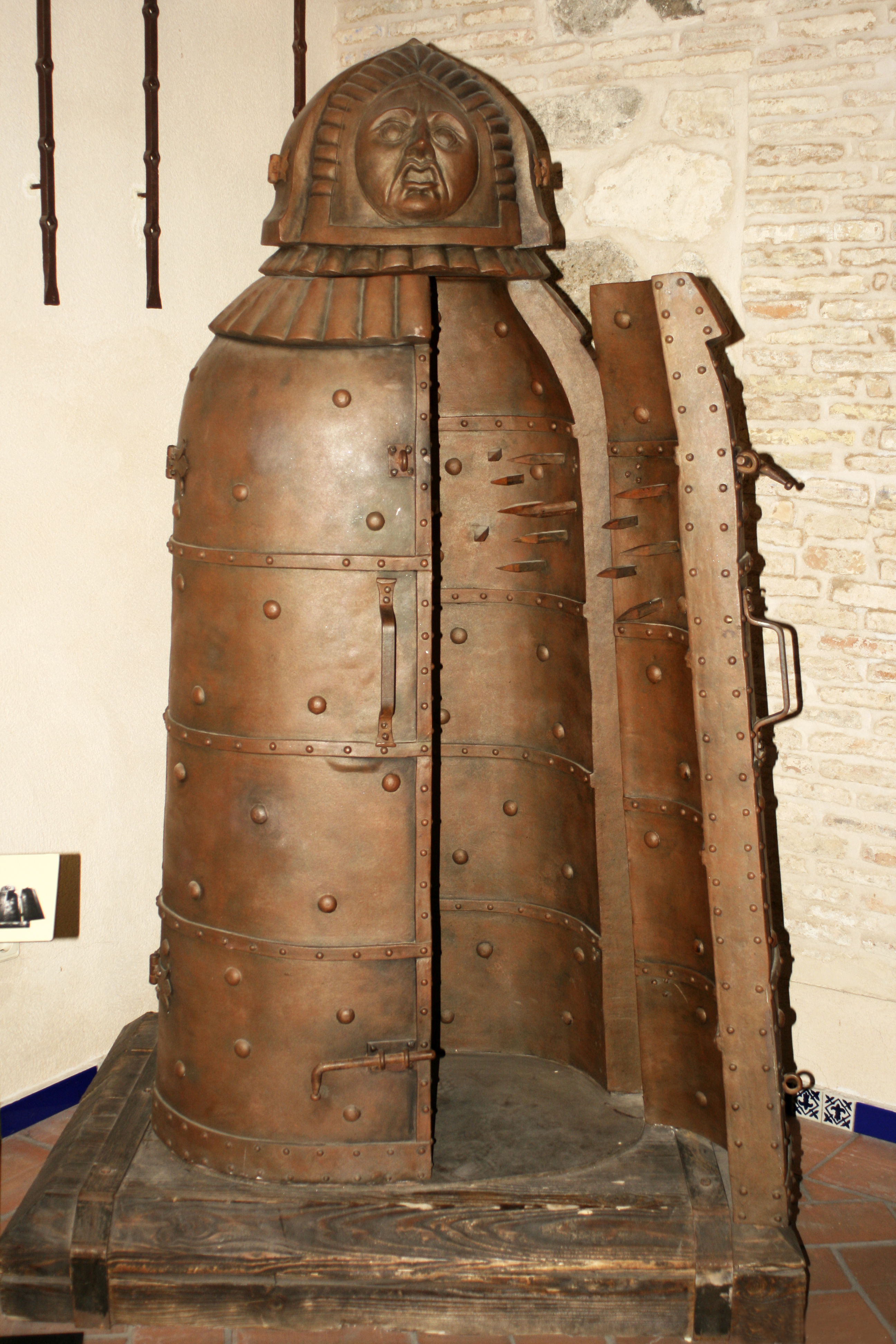
Instrumento de tortura del (Museo de la Tortura de Toledo) conocido en la Corona de Castilla como el sueño italiano, aunque es más conocido con el nombre de doncella de hierro con el nombre de doncella de hierro. Los gruesos clavos evitaban los puntos mortales para alargar el padecimiento de la víctima

La tortura se usaba durante la inquisitio specialis: la "indagación especial o particular" que constituía el juicio propiamente dicho y que comenzaba una vez el acusado del crimen había sido identificado después de la inquisitio generalis. En principio era el propio juez el acusador pero a partir del siglo XIV apareció la figura del acusador público –ya que se consideró que el juez no podía ser al mismo tiempo acusador y juez-, y también en ese siglo comenzó la costumbre de ocultar al acusado la identidad de los testigos de cargo. El juez aplicaba la tortura "cuando la verdad no podía ser aclarada por otras pruebas", decisión que podía ser apelada por el acusado, argumentando que los indicia contra él eran insuficientes o de que se trataba de una persona exenta, que "incluía a niños menores de cierta edad, mujeres embarazadas, personas mayores de cierta edad, caballeros, barones, aristócratas, reyes, profesores y, según algunas concepciones pero no todas, personas del clero".
La tortura debía cumplir ciertos requisitos –como no causar la muerte o daños corporales permanentes, por lo que un médico debía estar presente durante la sesión, además de un notario que informaba de que se habían cumplido todas las formalidades establecidas. Las confesiones realizadas bajo tortura tenían que ser confirmadas después y si el reo se retractaba podía ser torturado de nuevo, porque la confesión original se valoraba como un nuevo indicia contra él. Cuando el reo confirmaba la confesión, el juez la aceptaba sin verificar los detalles, y sentenciaba el caso. Todo este procedimiento inquisitivo, cuya "prueba reina" era la confesión del acusado, estaba montado en su contra.
Muchos juristas medievales y de la Edad Moderna, como los de la Grecia y Roma antiguas, era conscientes de la "fragilidad" del sistema basado en la confesión obtenida mediante tortura –res fragilis et periculosa la había llamado Ulpiano- pero no tenían ningún otro medio para asegurar que el acusado era culpable.
En principio las personas "honestas" estaban exentas de la tortura, pero cuando la tortura se convirtió en un procedimiento rutinario, los privilegios tendieron a desaparecer. Empezó con los crímenes particularmente odiosos, los crimina excepta, como la herejía, la magia, la falsificación y ciertos tipos de homicidio y traición.

#### La tortura en los tribunales eclesiásticos
La tortura también se extendió a la recién creada inquisición pontificia cuando en 1254 el papa Inocencio IV promulgó la constitución Ad extirpanda en la que se decía:

Además, el funcionario o Rector debe obtener de todos los heréticos que ha capturado una confesión por la tortura sin dañar el cuerpo o causar peligro de muerte, pues son, en verdad ladrones y asesinos de almas y apóstatas de los sacramentos de Dios y de la fe cristiana. Deben confesar sus errores y acusar a otros heréticos que conozcan, así como a sus cómplices, encubridores, correligionarios y defensores, así como se obliga a los granujas y ladrones de bienes mundanos a delatar a sus cómplices y confesar los males que han perpetrado.

Así pues, en 1254 el papa Inocencio IV, tras proclamar que "los heréticos eran ladrones y asesinos de almas, y que no debían ser tratados mejor que si fuesen literalmente ladrones y asesinos", legaliza y reglamenta el uso de la tortura en el proceso inquisitorial. La herejía era un delito difícil de probar y además era un delito compartido, ya que los herejes no existían individualmente, de ahí la necesidad de los inquisidores, reflejado en la propia constitución Ad extirpanda, de conseguir los nombres de los otros herejes. En el siglo XIV la jurisdicción francesa distinguía entre la question prèpartoire, la tortura aplicada para obtener una confesión, y la question préalable, la tortura aplicada después de la confesión y cuyo objetivo era obtener el nombre de los cómplices.
El proceso romano-canónico fue modificado por los inquisidores eclesiásticos en cuanto a su "disposición a ocultar los nombres y lo esencial del testimonio de los testigos"; "la restricción habitual del asesoramiento del acusado"; "la admisión del testimonio de testigos incompetentes: partes interesadas, los declarados infames, los ya convictos por perjurio, etc."; "el relajamiento de las reglas sobre las pruebas y el mayor peso dado a algunos indicia, particularmente en el ámbito de las expresiones faciales, la conducta, el aparente nerviosismo, etc."; "la política de engañar al acusado introduciendo espías en su celda, haciéndole promesas de indulgencia y desarrollando un sistema de formas cuidadosamente ideadas de interrogatorios que eran mucho más amplias que las prescritas en el procesamiento inquisitorial ordinario"; "la categoría de grados de sospecha en que se tenía a los herejes acusados; esos grados determinaban la intensidad del procedimiento usado contra ellos". Y algunas de estas modificaciones del proceso romano-canónico se acabaron trasladando a los tribunales seculares.

### La continuidad de la tortura (siglos XVI al XVIII)

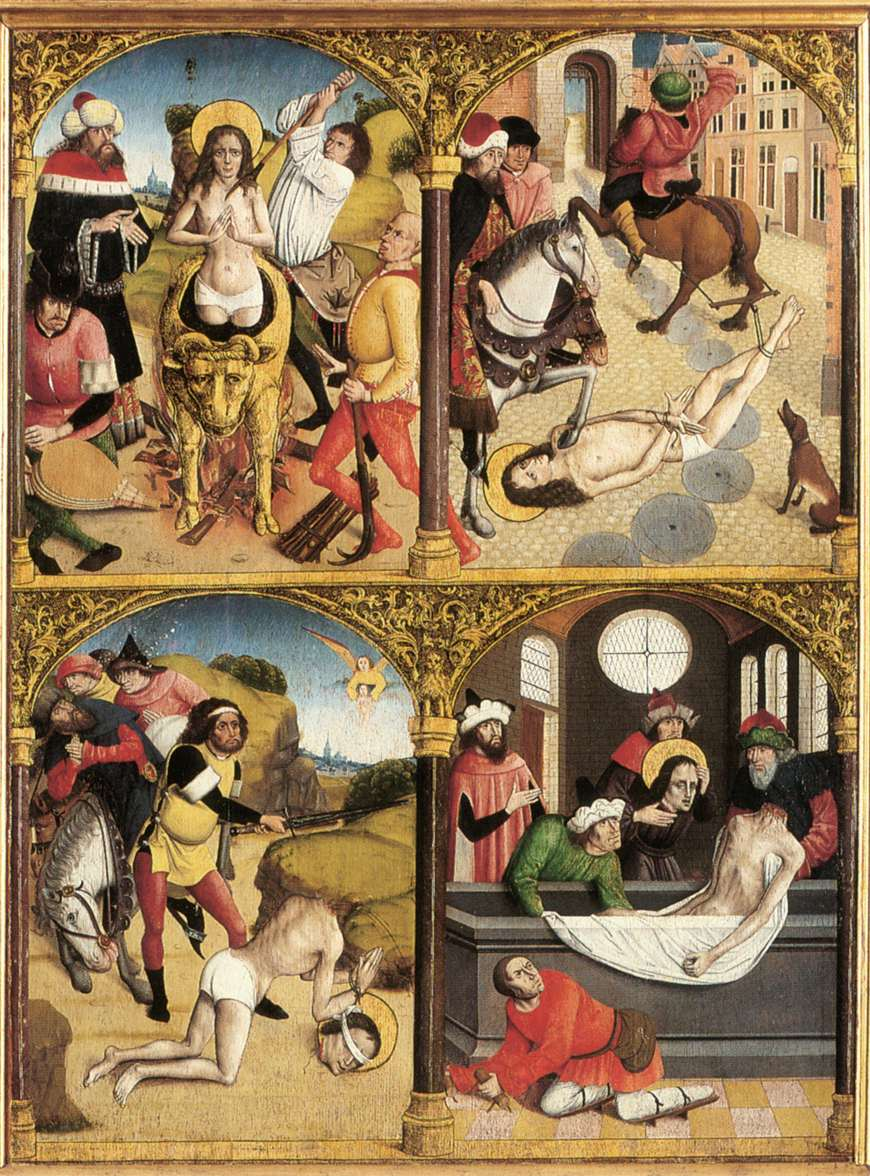
Escenas de la leyenda de San Jorge (1500-1510). En la parte superior izquierda aparece la tortura denominada toro de Falaris.

Durante el Antiguo Régimen se siguió utilizando la tortura en toda Europa, a excepción del reino de Aragón y del reino de Inglaterra, aunque en este último estado se aplicó en algunos casos de traición, sedición o delitos similares para obtener información, más que para conseguir pruebas formales, y bajo el estricto control del Consejo privado.
La aplicación de la "cuestión" era ordenada por el juez cuando tiene varios indicia de que el acusado es culpable. Durante la sesión acompañan al juez, un notario y un médico, pero ningún abogado del acusado. Lo más habitual es que primero se le muestren al reo los instrumentos de tortura para inducirlo a confesor, en caso contrario el verdugo y sus ayudantes ejecutan el tormento siguiendo las órdenes e instrucciones del juez. Este decidía la forma de tortura a aplicar según la gravedad del delito, el grado de severidad y su duración –algunas leyes estipulaban que debía ser aplicado durante el tiempo que el juez tardara en rezar el credo-, y se suponía que no debían matar ni mutilar al reo.

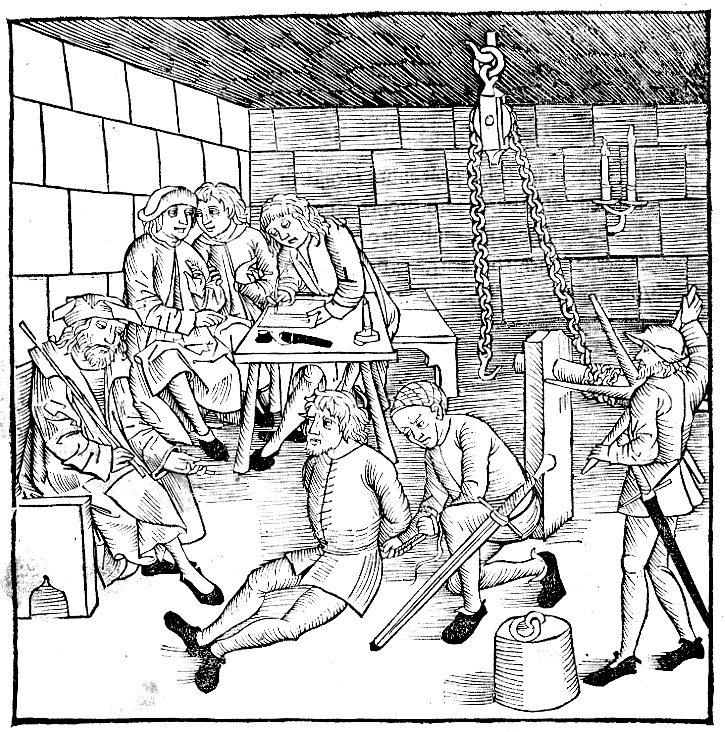
Grabado del en el que se muestra una sesión de tortura en la que un detenido va a ser sometido a la estrapada.

La forma de tortura más utilizada fue la estrapada, también llamada corda o cola, considerada por los juristas la "reina de los tormentos". Otro procedimiento muy utilizado fue el prensado de piernas que consistía en la colocación de las pantorrillas del reo entre dos piezas cóncavas de metal que se apretaban y la pierna era así prensada -"variedades posteriores incluían un torno de banco, que rodeaba la pierna y era ajustado mediante un mecanismo de tornillo, con los bordes interiores dentados para mayor efectividad", afirma Edward Peters-. Una tercera forma era apretar las manos con cuerdas, soltarlas y volverlas a apretar. Una cuarta era cubrir los pies del acusado con una sustancia inflamable y prenderle fuego. Otra tortura era mantener al reo despierto durante dos días y también se recurría al potro y al tormento del agua.
Gracias a la difusión de la imprenta, durante estos dos siglos proliferaron las obras de los juristas que pusieron de manifiesto las limitaciones de la tortura para alcanzar la verdad, puesto que dependía de la capacidad del acusado para resistir el dolor, pero casi ninguno la cuestionó porque en el proceso romano-canónico no existía otra alternativa a la confesión, considerada por ello la "reina de las pruebas", y para obtenerla había que recurrir a la tortura. En una fecha tan tardía como 1780 el jurista francés Pierre François Muyart de Vouglans defendía así el uso de la tortura:

Concluyo que, por rigurosa que sea esta manera de llegar al descubrimiento de crímenes, no hay duda de que la experiencia ha dejado claro que se la puede usar con éxito en casos particulares, cuando está autorizada por esta ley, siempre de conformidad con las juiciosas precauciones que la ley prescribe en este caso

## La abolición de la tortura (siglosXVIIIyXIX)

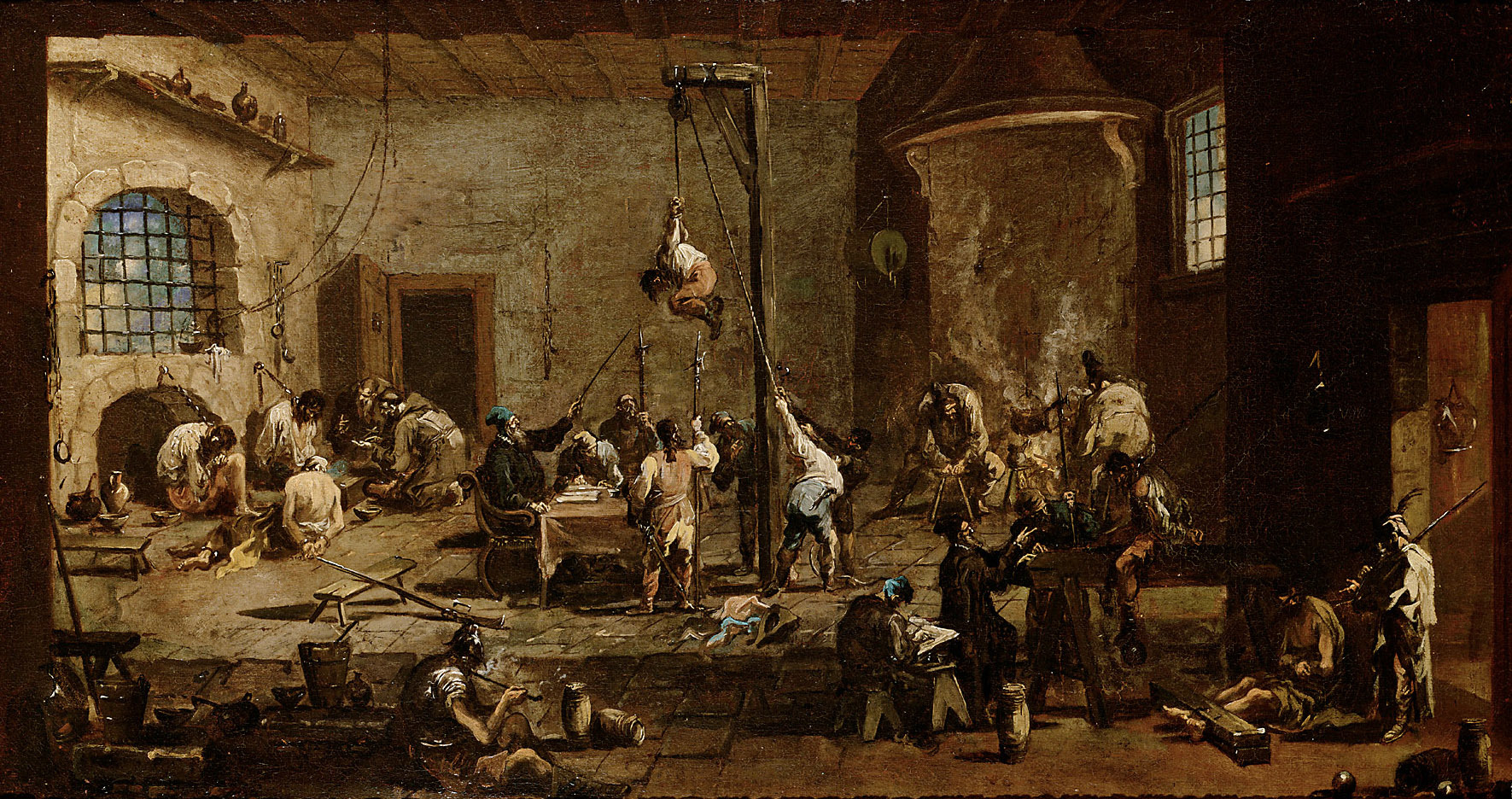
Interrogatorio en la prisión de Alessandro Magnasco (c. 1710), pintura en la que se muestran diversos tipos de tortura. Destaca en el centro la garrucha.

En el siglo XVIII y el primer cuarto del siglo XIX la mayoría de los estados europeos eliminaron la tortura de sus legislaciones penales, aunque muchos de ellos lo hicieron de forma progresiva. El reino de Suecia fue el primer estado que abolió la tortura mediante una ley aprobada en 1734, pero se mantuvo para determinados crímenes, por lo que la abolición total de la tortura no se produjo hasta 1822. En realidad el primer estado que abolió la tortura completamente fue el reino de Prusia que lo hizo en 1754 –en 1740 ya había aprobado la abolición del tormento para determinados crímenes-. Le siguieron el Reino de las Dos Sicilias (entre 1738 y 1789), el Gran Ducado de Baden (entre 1767 y 1831), el Gran Ducado de Mecklemburgo en 1769, el ducado de Brunswick (1770), el ducado de Sajonia (1770), el reino de Dinamarca (1770), el Reino de Gran Bretaña en 1772, el reino de Polonia (1776), el reino de Francia (entre 1780 y 1788), el ducado de Toscana (1786), los Países Bajos Austríacos (entre 1787 y 1794), la República de Venecia (entre 1787 y 1800), el Imperio Austríaco (entre 1787 y 1800), el ducado de Milán (1789) y las Provincias Unidas en 1798.
Otros estados europeos abolieron la tortura por la presión de Revolución francesa o del Imperio Napoleónico. Fue el caso del ducado de Baviera (1806) o del reino de España (1808). Más tarde la abolieron el reino de Noruega (1819), el reino de Hannover (1822), el reino de Portugal (1826) y el reino de Grecia (1827).

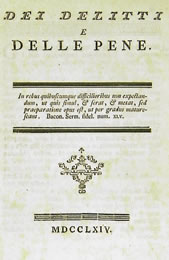
Frontispicio de la primera edición de De los delitos y las penas (1764) de Cesare Beccaria, la obra más influyente para la abolición de la tortura en Europa.

Durante mucho tiempo se ha sostenido que la razón fundamental de la abolición de la tortura fue la difusión de las ideas de la Ilustración que la consideraba propia de una era de "superstición y violencia" e incompatible con una nueva idea de la dignidad humana por lo que su desaparición representaba el triunfo del humanitarismo y la racionalidad. En este sentido la obra de mayor impacto fue De los delitos y las penas del jurista italiano Cesare Beccaria publicada en 1764. Pero desde la publicación en 1953-1954 de la monumental obra del historiador italiano Piero Fiorelli La tortura giudiziaria nel diritto comnue y la del norteamericano John H. Langbein Torture and the Law of Proof publicada en 1977, se concede más importancia a los cambios que se produjeron en el siglo XVIII en el proceso penal. Como recuerda Edward Peters, desde finales de la Edad Media se criticó la tortura, pero mientras la confesión fue el único medio de obtener una declaración de culpabilidad en el caso de un delito grave, la tortura siguió siendo necesaria y ningún discurso humanitario acabó con ella.
Desde el siglo XVI se estaban imponiendo castigos para los delitos graves que no eran la pena de muerte o la mutilación, como las galeras, la prisión o la deportación. Esta gama más amplia de castigos posibles permitió dar el paso siguiente: si un reo no confesaba se le podía condenar a una pena menos severa que la muerte, por lo que ya no era imprescindible la confesión que proporcionara la prueba "completa" que exigía el proceso romano-canónico. Como señaló John Langbein, citado por Edward Peters: "estaba apareciendo un nuevo sistema de prueba que no requería la confesión para castigar el delito". Y la consecuencia de todo ello fue que los jueces, como señala Edward Peters, "ya no necesitaron la tortura como una parte integrante e inevitable del procedimiento penal". "Desaparecidos sus soportes técnicos y legales, la tortura se hizo finalmente vulnerable a esas críticas lógicas, morales y sociales a las que durante tanto tiempo había sido inmune". La tortura se convirtió así en un usage ancien, en "una práctica arcaica", como las viejas ordalías y otras prácticas irracionales del pasado.

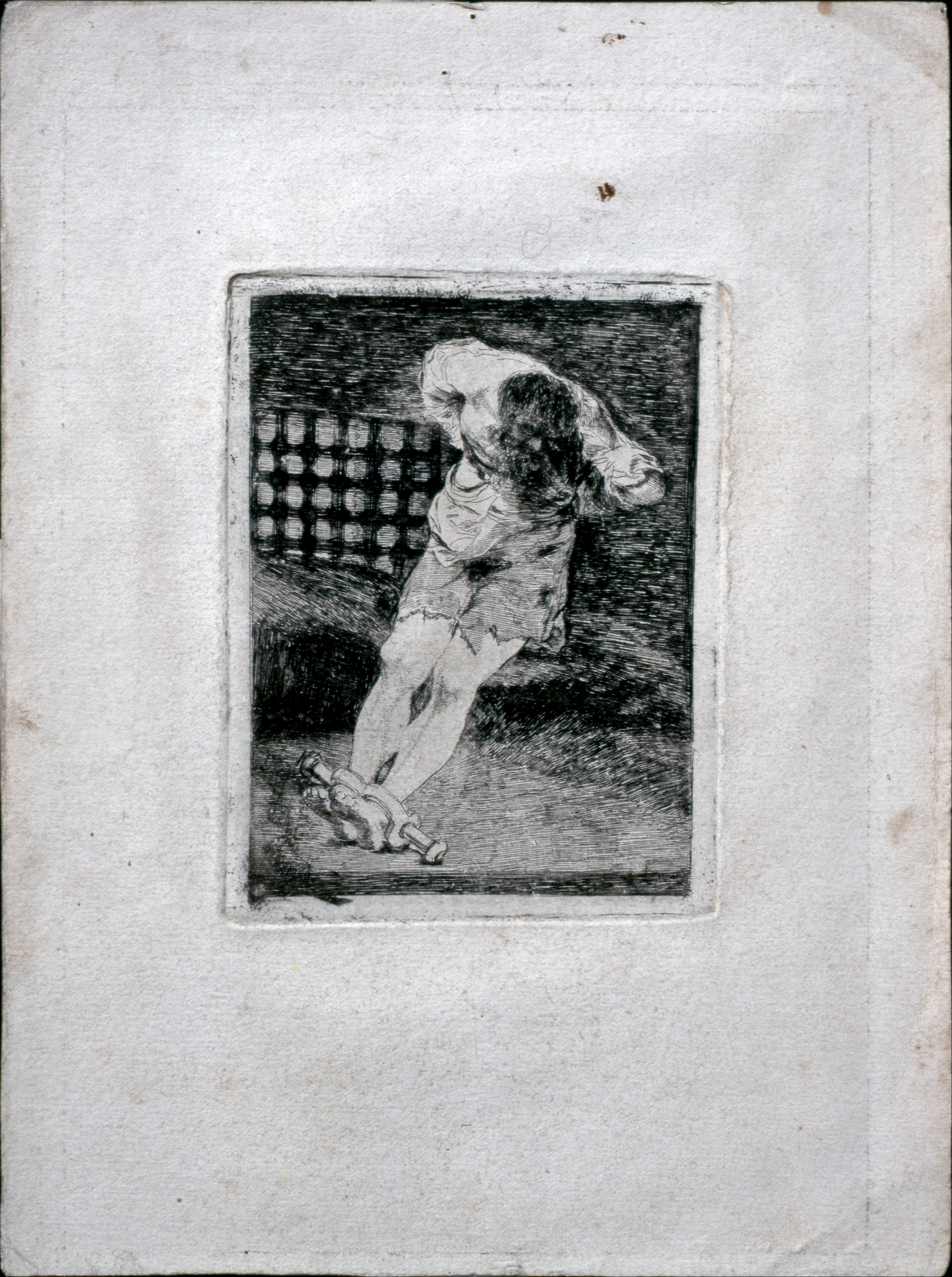
Dibujo de Francisco de Goya titulado La custodia de un criminal no requiere la tortura (1810-1814)

Según Edward Peters, otros aspectos de la cultura jurídica y política del siglo XVIII contribuyeron también a la abolición de la tortura. En primer lugar, la influencia del procedimiento penal inglés del que estaba ausente la tortura gracias, entre otras razones, a la notable libertad de que gozaba el jurado para acordar un veredicto a partir de las pruebas que se le presentaban y que en el proceso romano-canónico del continente habrían sido consideradas meros indicia –algunos tratadistas también destacaron el caso del reino de Aragón que tampoco usó la tortura-. En segundo lugar, el movimiento para separar el poder legislativo y el poder judicial –cuyo principal impulsor fue Montesquieu- que redujo la temida arbitrariedad de los jueces del Antiguo Régimen, al convertirlos en simples aplicadores de la ley escrita y despojándolos de la facultad de revisar la legalidad o aplicabilidad de los códigos, que ahora correspondía en exclusiva al poder legislativo. En tercer lugar, la difusión de las teorías del derecho natural que declararon que la tortura violaba el derecho del individuo a no acusarse a sí mismo y a defenderse. Una idea que ya expuso Thomas Hobbes en el siglo XVII -"sea lo que sea lo que responda el reo [bajo los efectos de la tortura], sea verdadero o falso, o permanezca en silencio, tiene derecho a hacer en esta cuestión lo que sea justo para él"- y que recogió en 1789 la Quinta Enmienda a la Constitución de los Estados Unidos, que prohíbe la autoacusación siguiendo la tradición del derecho consuetudinario inglés, por lo que constituye la disposición protectora contra la tortura en la ley de aquel país, ya que hace inútil la tortura.
En conclusión, desde finales del siglo XVIII y a lo largo del siglo XIX se construyó un nuevo sistema jurídico basado en la idea de que el Estado ya no otorgaba los derechos sino que protegía los derechos ya existentes. Bajo la influencia del libro de Beccaria los códigos penales fueron reformados y en ellos se instituyó la prisión como la principal sanción penal, que a su vez fue reformada de acuerdo con los nuevos valores ilustrados –en este aspecto la obra de John Howard, El estado de las prisiones publicada en 1777 tuvo un enorme impacto al denunciar el lamentable estado en que se encontraban-. Asimismo se produjo el desarrollo de las fuerzas policiales regulares como protectoras de los derechos de los ciudadanos, como la libertad y la propiedad. Así pues, "la ley parecía haber llegado a ser la mayor realización de los nuevos Estados, protegida, aislada, libre para proteger las libertades así como para dispensar no sólo justicia, sino la Justicia". Y en relación con la tortura, como dijo el británico William Blackstone, en una fecha tan temprana como 1769, el potro, era "una máquina del Estado, no de la ley".

## El resurgimiento de la tortura (siglosXXyXXI)
El optimismo jurídico de los siglos XVIII y XIX se vino abajo cuando en las primeras décadas del siglo XX retornó la tortura y desde entonces no dejó de aumentar su frecuencia e intensidad. "Una serie de Estados empezaron a ignorar el papel protector de la ley, primero en contextos políticos extrajurídicos, y luego en contextos jurídicos comunes. […] En la labor de las comisiones revolucionarias extraordinarias de la URSS entre 1917 y 1922, luego en la Italia y la España fascista y finalmente en Alemania bajo el Tercer Reich, la tortura reapareció bajo la autoridad estatal extraordinaria, revolucionaria y del partido, y más tarde, en algunas circunstancias, bajo la autoridad legal ordinaria".
En cuanto a las causas del resurgimiento de la tortura, Edward Peters señala cuatro factores.

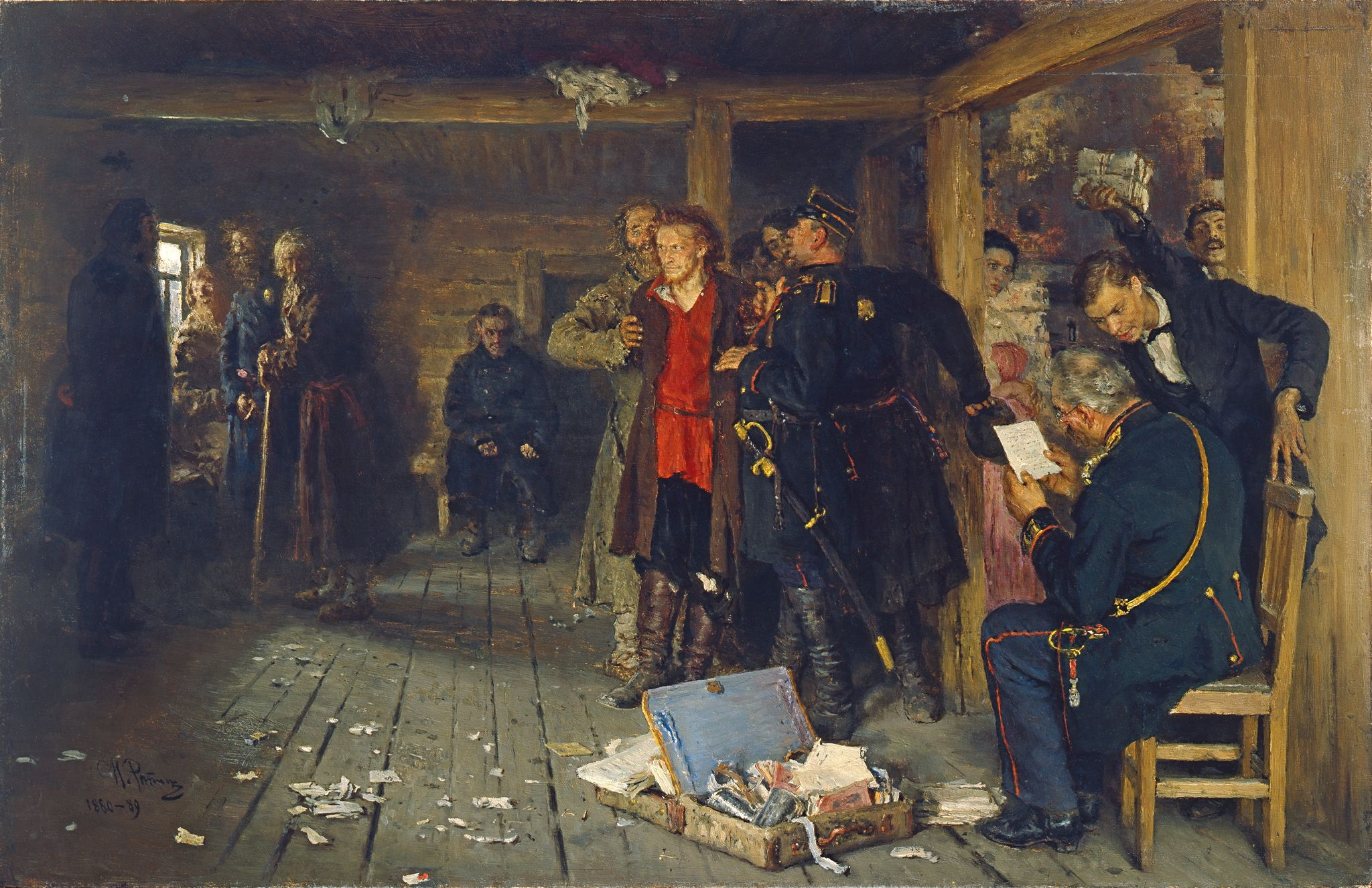
Arresto de un propagandista por la policía zarista. Cuadro de Iliá Repin (1880-1892).

- En primer lugar, el crecimiento del aparato policial, especialmente de la policía que se ocupaba de la "seguridad del Estado" -cuyo ejemplo más notorio fue la Okrana de Rusia zarista-, "ofreció amplio espacio para el resurgimiento de la tortura, aun en estados con una judicatura fuerte e independiente y la prohibición por ley de la tortura. El Estado había creado otros funcionarios, además de los jueces, a quienes podía confiarse la tortura, y la prohibición de la ley significaba poco si sólo regía para los jueces y funcionarios de tribunales y no para funcionarios del Estado que estaban fuera de su control".
- En segundo lugar, el crecimiento del ejército –el segundo órgano extrajudicial del Estado moderno- y los cambios que trajo consigo la guerra moderna, con la creciente importancia de la inteligencia militar, condujo a la tortura de los prisioneros de guerra y de los espías capturados, justificada por la necesidad imperiosa que tenían los jefes militares de obtener información rápida sobre el enemigo.
- En tercer lugar, el cambio en la consideración del delito político que gradualmente pasó a ser más peligroso –y más repulsivo- que el delito ordinario, ya que se oponía al Estado y a la ley entendida como la voluntad del pueblo, por lo que el criminal político perdía los derechos que correspondían al resto de los ciudadanos y debía recibir el trato que merecían los traidores.
- En cuarto y último lugar, la aparición de una doctrina totalitaria del Estado en la que este se sitúa por encima de los derechos individuales (como escribió Mussolini en 1932: "El hombre no es nada… Más allá del Estado, nada humano o espiritual tiene valor alguno").[49]

Peters añade un quinto factor, la experiencia colonial, ya que los Estado europeos utilizaron la tortura o permitieron su uso en sus dominios coloniales de África y Asia, especialmente sobre las poblaciones nativas. Pone como ejemplo el caso de la India británica en la que el empleo de la tortura era habitual. En 1855 un voluminoso informe sobre Presuntos Casos de Tortura en la Presidencia de Madrás hacía una prolija relación de las principales torturas que se aplican en casos policiales por parte de la policía nativa bajo la autoridad de funcionarios británicos sobre nativos que en ocasiones se proseguían… hasta que, tarde o temprano, se producía la muerte.
Por último, Peters destaca que en el siglo XX se ha producido un cambio cualitativo en la tortura respecto a los siglos anteriores. "Ya no se trata principalmente de obtener información de la víctima, sino de vencer a la víctima misma, de reducirla a la impotencia" y como consecuencia de esto "la tortura se ha hecho capaz de infligir una inmensa variedad de grados relativamente escalonados de dolor a cualquiera, durante cualquier cantidad de tiempo, con un éxito invariable".

### La Italia fascista

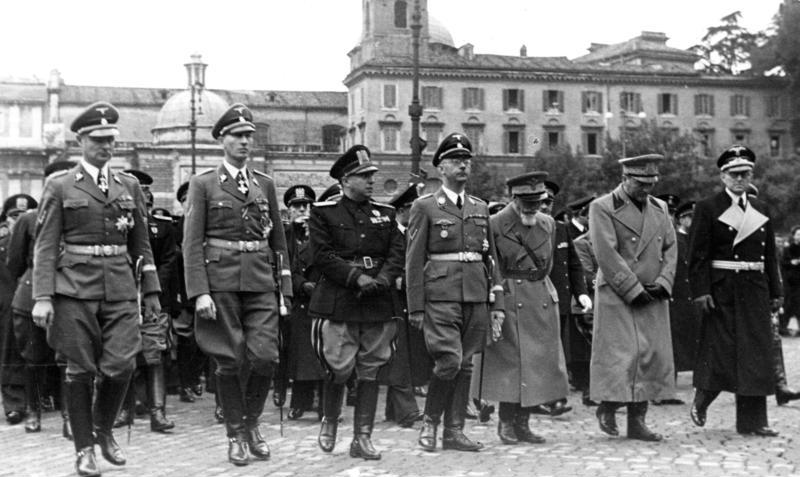
Funeral de Arturo Bocchini (el Fouché de Mussolini y creador de la OVRA), fallecido en Roma en 1940, que estuvo presidido por altos jerarcas de los aparatos de policía fascista y nazi. De izquierda a derecha: Karl Wolff, Reinhard Heydrich, Adelchi Serena, Heinrich Himmler, Emilio de Bono, Rodolfo Graziani y Hans Georg von Mackensen.

Desde su llegada al poder en octubre de 1922, Mussolini y el Partido Nacional Fascista fueron construyendo un Estado que ya no era el garante de los derechos y libertades individuales sino que era la encarnación de la "nación", del "pueblo". En 1929 nació la OVRA, la policía secreta fascista para la represión del antifascismo, que "usó regularmente la tortura contra los sospechosos de ser enemigos del Estado, el partido y el pueblo".

### La Alemania nazi
Los nazis llevaron más lejos la doctrina mussoliniana del estado, porque "el mismo Estado alemán se convirtió simplemente en el vehículo administrativo del Partido Nacional Socialista. El líder del partido, Adolf Hitler, personificaba –de acuerdo con la propaganda del partido- la voluntad y comunidad del pueblo, el Volk, y el Volk mismo era concebido de modo radicalmente exclusivo como comunidad nacional histórica… [en la que] el individuo no tenía ninguna identidad ni valor fuera de su pertenencia al Volk". Como consecuencia de esta concepción política todo el sistema judicial alemán fue radicalmente transformado. Se crearon tribunales especiales que se ocuparon de los delitos "políticos" entendidos en un sentido muy amplio, ya que los nazis no confiaban en los jueces del sistema judicial ordinario, y en su cima se situó el Volksgerichthof, el tribunal superior que se ocupaba de los delitos de traición, compuesto en su mayoría por miembros del partido nazi con una escasa preparación jurídica, y cuyas sentencias no admitían la apelación. Lo mismo sucedió con la ley, que ya no garantizó los derechos, sino que fue definida como el "sano sentido de la justicia del Pueblo" (gesundes Volksempfindung). Sobre estas premisas fueron modificadas las formas de los interrogatorios de los detenidos a los que se aplicó la tortura.

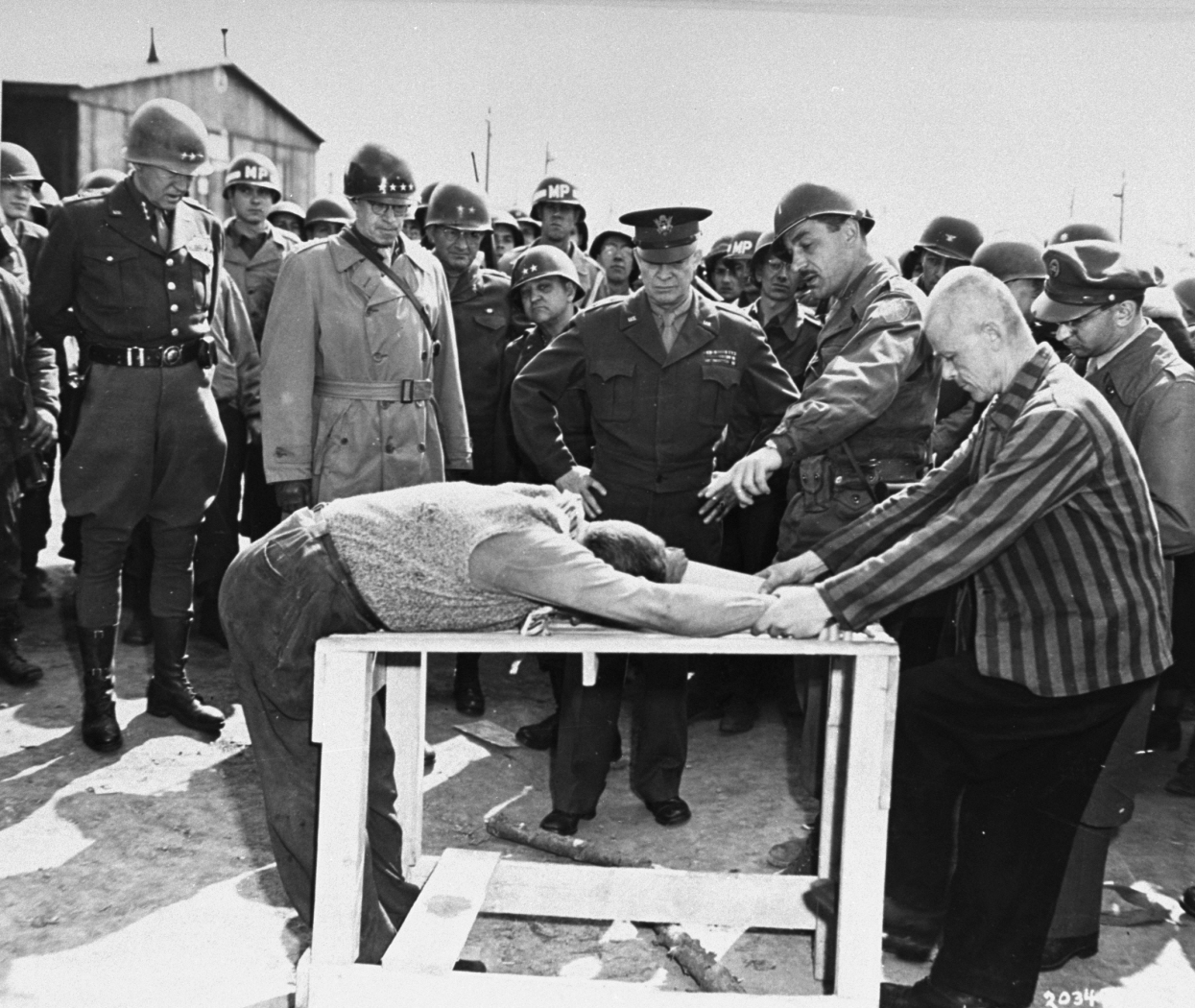
Prisioneros del campo de concentración de Buchenwald realizan ante el general Eisenhower una demostración de los métodos de tortura utilizados por los nazis, tras ser liberados (1945).

En plena Segunda Guerra Mundial Heinrich Himmler autorizó el uso del "Tercer grado" –es decir, de la tortura- contra

comunistas, marxistas, Testigos de Jehová, saboteadores, terroristas, miembros de movimientos de resistencia, elementos antisociales, elementos refractarios o vagabundos polacos o soviéticos

### La Rusia soviética
Los bolcheviques que tomaron el poder en Rusia en octubre de 1917 desarrollaron una nueva doctrina "que afirmaba el derecho de un gobierno revolucionario a tomar medidas para protegerse a sí mismo y a la revolución en general". La aplicación de ese principio transformó completamente el sistema jurídico ruso. En diciembre de 1917 nació la Cheka, la policía política encargada de perseguir a los "contrarrevolucionarios" que recurrió a la tortura de forma casi rutinaria. Como proclamó su creador y primer jefe, Dzerzhinski:

Estamos por el terror organizado –debemos declarar esto abiertamente-, pues el terror es absolutamente indispensable en las actuales condiciones revolucionarias. Nuestra tarea es luchar contra los enemigos del Gobierno Soviético y el nuevo orden de vida.

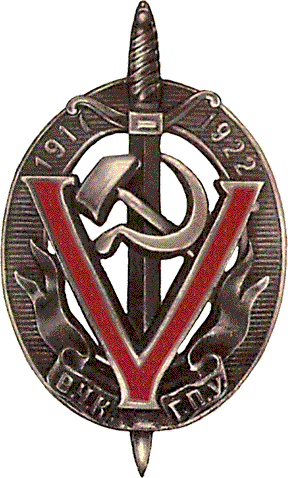
Insignia de la cheka de 1922.

Así, "los sospechosos podían ser arrestados tarde en la noche, maltratados verbal y físicamente, arrojados a prisión, amenazados con la muerte (y hasta ser llevados a un lugar de ejecución varias veces, para luego ser devueltos a la prisión) y eran juzgados sin ningún procedimiento regular, sin que se les permitiese ninguna defensa". Se conocen las formas de tortura empleadas por las checas. La de Vorónezh, por ejemplo, metía a los detenidos en unos barriles con clavos tachonados en su interior y les hacía rodar en ellos. La de Kiev ideó un sistema para que un ratón mordiera el pecho del prisionero.
En 1939 un telegrama de Stalin enviado al NKVD, organismo sucesor de la Cheka, decía:

El Comité Central del Partido Comunista de toda la Unión considera que la presión física debería ser usada obligatoriamente, como excepción aplicable a enemigos conocidos y obstinados del pueblo, cómo método justificable y apropiado

### El optimismo universalista de posguerra (1945-1955)
Cuando al final de la Segunda Guerra Mundial se conocieron los horrores cometidos por la Alemania nazi y sus aliados y por Japón, numerosas personalidades y organismos propusieron la aprobación de acuerdos internacionales –siguiendo el modelo de las Convenciones de Ginebra- que impidieran que volvieran a repetirse los hechos cuyo conocimiento estaba espantando al mundo. Para ello se recuperó el universalismo de los derechos humanos proclamado a finales del siglo XVIII por las revoluciones americana y francesa y su primera plasmación fue el artículo 55 de la Carta de las Naciones Unidas de 1945 que establecía el "respeto universal por, y la observancia de, los derechos humanos y las libertades fundamentales para todos sin distinción de raza, lengua o religión". De este artículo de la Carta derivó la Declaración Universal de los Derechos Humanos de 1948, cuyo artículo 5 hacía referencia a la tortura:

Nadie será sometido a tortura o a tratamientos o castigos crueles, inhumanos o degradantes

En Europa también se produjeron iniciativas en contra de la tortura en el marco la creación del Consejo de Europa tras la celebración del Congreso de La Haya de 1948. El 12 de julio de 1949 una comisión presidida por Pierre-Henri Teitgen presentó su propuesta de Convención Europea de los Derechos Humanos al Comité de Ministros del Consejo de Europa en la que se enumeraban los derechos y libertades que debían ser garantizados y se hacía referencia expresa a la tortura:

Proteger a todos los ciudadanos de todo Estado Miembro, no sólo de las confesiones impuestas por razones de Estado, sino también de los abominables métodos de indagación policial que quitan a la persona sospechosa o acusada el control de sus facultades intelectuales y de su conciencia.

En el curso del debate de la propuesta, el británico F.S. Cocks propuso añadir la siguiente declaración, que finalmente no sería incluida:

La Asamblea Consultiva [del Consejo de Europa] aprovecha esta oportunidad para declarar que todas las formas de tortura física, infligida por la policía, las autoridades militares, miembros de organizaciones privadas o cualesquiera otras personas son incompatibles con la sociedad civilizada, son agravios contra el cielo y la humanidad y deben ser prohibidas. Declaran que esta prohibición debe ser absoluta y no debe permitirse la tortura con ninguna finalidad, ni arrancar testimonios para salvar la vida, ni siquiera para la seguridad del Estado. Creen que hasta sería mejor para la sociedad perecer que permitir la permanencia de esta reliquia de la barbarie.

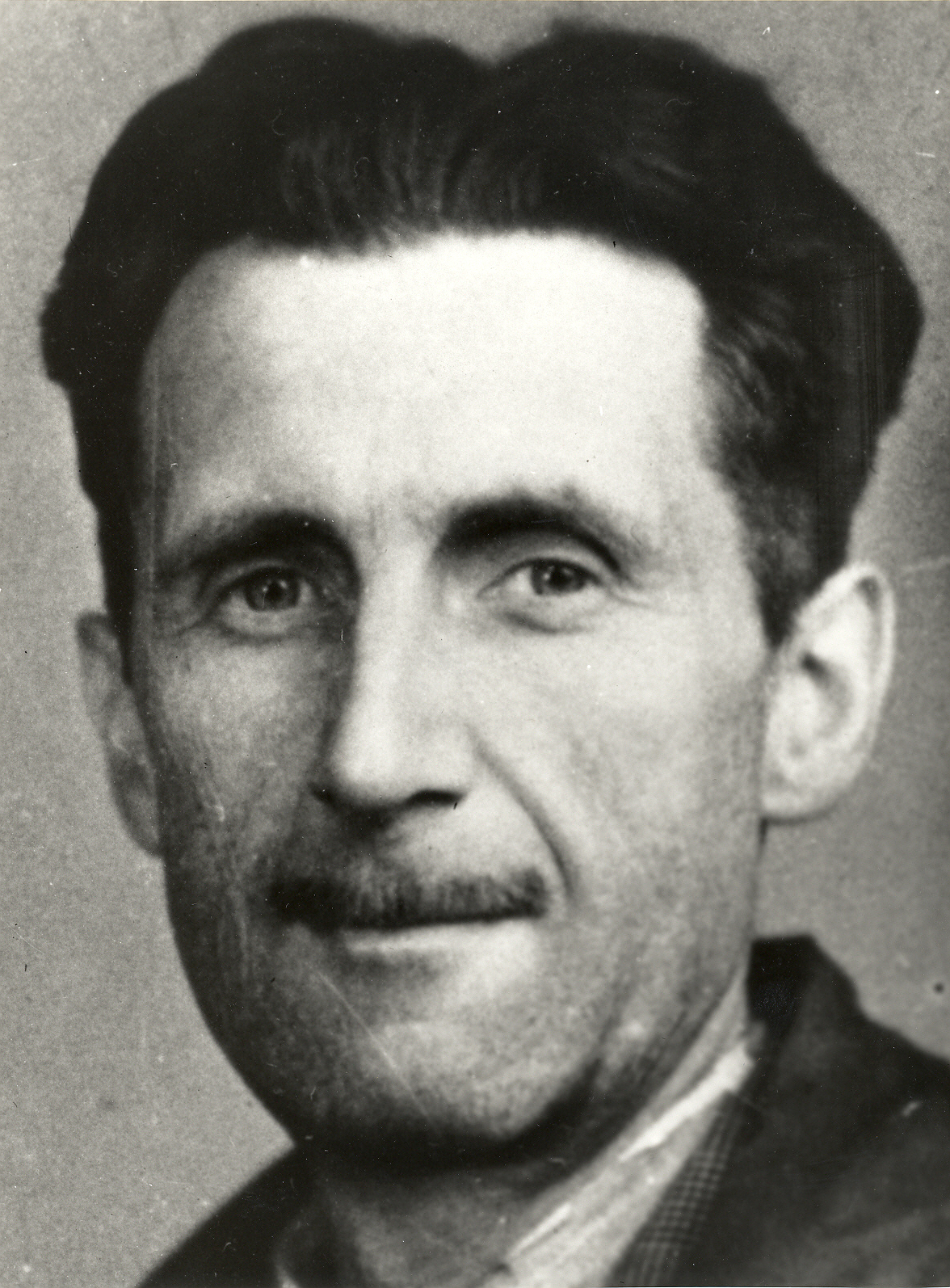
George Orwell, autor de la novela Mil novecientos ochenta y cuatro (1948) en la que denunció el totalitarismo y la tortura.

En 1948 se publicó el libro de George Orwell Mil novecientos ochenta y cuatro en el que el protagonista, Winston Smith, es sometido a tortura mediante un complejo dispositivo en la Habitación 101, una dependencia del Ministerio del Amor, en la que "cada víctima es amenazada con una tortura que consiste en la cosa del mundo que más teme. En el caso de Smith, es el ataque a su cuerpo por ratas (un recurso que Orwell puede haber tomado de informes sobre las torturas de la Cheka); cada víctima puede evitar la aplicación real de la tortura sólo traicionando los últimos vínculos humanos que le queden y admitiendo la supremacía del partido y del Estado. En el mundo de la Habitación 101, este tipo de tortura siempre da resultado y está destinado a quebrar la voluntad de las víctimas, no principalmente a arrancar información". Ocho años antes Arthur Koestler había publicado la novela El cero y el infinito en la que el personaje de Gletkin, torturador bolchevique, dice: "Los seres humanos capaces de resistir cualquier grado de presión física no existen. Nunca he conocido a ninguno. La experiencia me demuestra que la resistencia del sistema nervioso humano está limitada por la naturaleza".

### El impacto del caso de Argelia

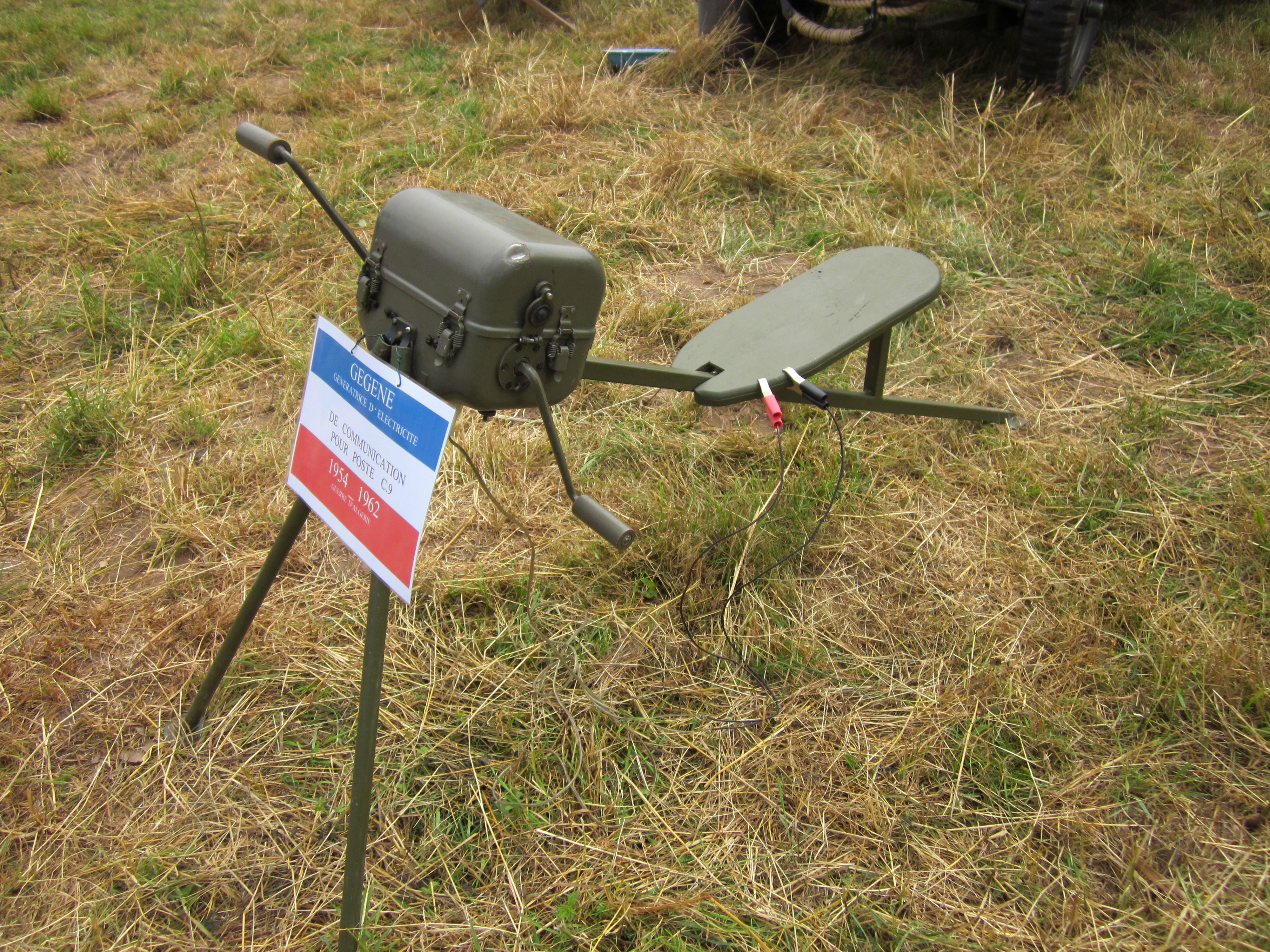
Gégène, generador eléctrico utilizado por el ejército francés como instrumento de tortura durante la Guerra de Argelia (1954-1962)

A finales de los años 1950 se supo que el ejército francés y las fuerzas de policía coloniales estaban utilizando la tortura con los argelinos detenidos, al menos desde el inicio de la que sería llamada guerra de Independencia de Argelia (1954-1962). El conocimiento de estos hechos causó una enorme conmoción en Francia, un país que hacía solo diez años había sido liberado de las torturas de los ocupantes nazis, aunque el gobierno intentó restarles importancia mediante el Informe Wuillaume en el que se reconocía que en Argelia se había ejercido cierta violencia sobre detenidos y prisioneros sospechosos de pertenecer al rebelde Frente de Liberación Nacional pero que no se había tratado de "tortura exactamente", ya que "los métodos del agua y la electricidad, siempre que sean utilizados cuidadosamente, producen una conmoción que es más psicológica que física y, por lo tanto, no constituyen una excesiva crueldad…". Sin embargo, se publicaron varios libros denunciando la tortura, como el del experto en lenguas clásicas Pierre Vidal-Naquet titulado L'Affaire Audin (1958) en el que contó el caso de un profesor de matemáticas de la Universidad de Argel que había muerto cuando era interrogado por el ejército. Uno de estos libros, La Question de Henri Alleg, fue prohibida su publicación en Francia, siendo editado en 1958 en Estados Unidos, con un apéndice en forma de carta abierta al presidente de la República firmada por André Malraux, Roger Martin du Gard y Jean Paul Sartre, en la que le pedían que investigase el caso de Alleg y condenase el uso de la tortura en el nombre de la Declaración de los Derechos del Hombre y del Ciudadano. En el prólogo del libro, Sartre escribió:

En 1943, en la Rue Lauriston [el cuartel de la Gestapo en París], había franceses que gritaban en la agonía y el dolor; toda Francia podía oírlos. En esos días el resultado de la guerra era incierto y no queríamos pensar en el futuro. Sólo una cosa parecía imposible en cualquier circunstancia: que un día personas actuando en nuestro nombre harían gritar a otros hombres.[…]

De pronto, el estupor se convierte en desesperación; si el patriotismo nos ha precipitado en la deshonra; si no hay ningún precipicio de inhumanidad al que las naciones y los hombres no se arrojen, entonces, ¿por qué nos tomamos tanto trabajo para llegar a ser, o seguir siendo, humanos?

La conmoción alcanzó también al resto de países democráticos occidentales porque demostraba que ni siquiera estos países eran inmunes a lo que Sartre llamó la "plaga que infecta toda nuestra época", y porque por otro lado ponía en evidencia el uso habitual de la tortura por las potencias europeas en sus dominios coloniales de África y Asia –algunos de los policías y oficiales franceses que estaban empleando la tortura en Argelia habían estado destinados en la Indochina francesa donde también se habían denunciado casos de tortura-.
En 1971 el general Jacques Massu, jefe del ejército francés que actuó en Argelia, publicó un libro de memorias titulado La verdadera batalla de Argel en el que justificó el empleo de la tortura en Argelia sobre la base de las circunstancias del momento y a que la necesidad militar la imponía. Como ha señalado Edward Peters, "el libro es un ejemplo clásico de un argumento comúnmente usado para legitimar la tortura, un argumento que Massu no inventó, ni fue el único en citar: […] el argumento de que los torturadores pueden ser servidores responsables del Estado en tiempos de crisis extrema". El libro recibió una respuesta inmediata por parte de Alec Mellor -que en 1949 ya había publicado un libro de gran resonancia titulado La torture- con su obra Je dénonce la torture; de Jules Roy, autor de J'accuse le general Massu; y de Pierre Vidal-Naquet que publicó la traducción francesa de su libro Torture: Cancer of Democracy, publicado originariamente en inglés en 1963 y en el que denunciaba que el cáncer de la democracia no era la tortura misma sino la indiferencia hacia ella, al que siguió Les Crimes de l'armée francais ['Los Crímenes del ejército francés', 1977], en el que describió los horrores de la represión francesa durante la guerra de Argelia, ampliando un libro anterior publicado en 1962 con el título Raison d'etat ['Razón de Estado'].
El historiador británico Edward Peters concluye:

El descubrimiento de Argelia completó una lección que finalmente tuvo que ser aprendida por el mundo a fines del siglo XX: la tortura no había muerto con las reformas legislativas y judiciales de la Ilustración y su visión optimista de la naturaleza humana. Ni era exclusivamente la práctica excéntrica de gobiernos trastornados y psicóticos. […] Era practicada por europeos sobre europeos y no europeos por igual, pese a una legislación que la prohibía y el intento de los reformadores de condenarla. Ya no podía ser negada, borrada o ignorada.

### La tortura después de Argelia

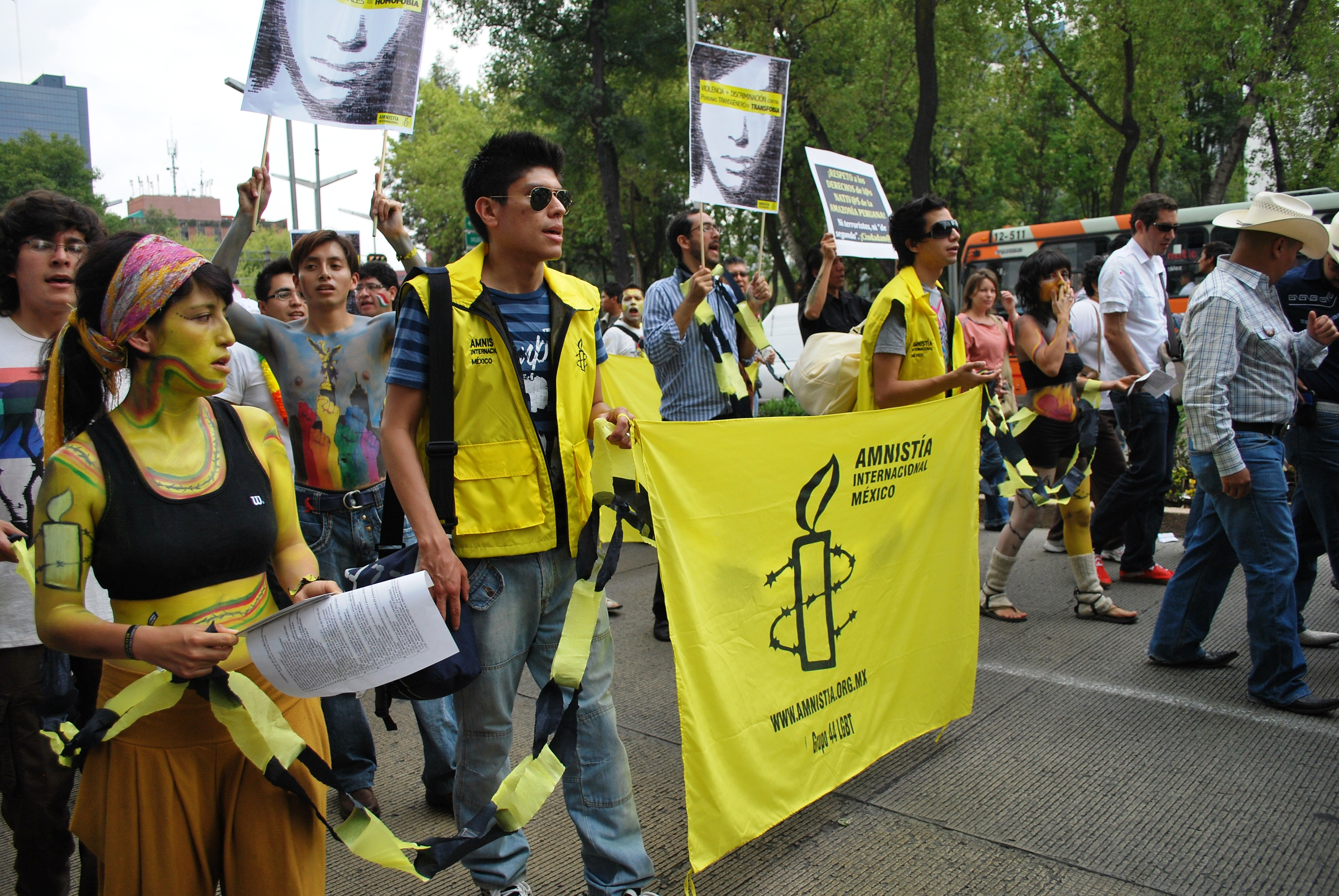
Manifestantes el año 2009 en Ciudad de México portando una pancarta con el logo de Amnistía Internacional.

Según Edward Peters, "la fuente más efectiva sobre el uso de la tortura después de Argelia han sido las organizaciones privadas, inicialmente la Cruz Roja Internacional, pero después de 1961 también Amnistía Internacional".
El primer informe de Amnistía Internacional se refirió a la situación de las prisiones en la Sudáfrica del apartheid y fue publicado en 1965, un año después de la celebración de un juicio que había desvelado el uso sistemático de la tortura por la policía sudafricana durante los interrogatorios a los miembros de la mayoría negra detenidos o presos, muriendo algunos de ellos como resultado de los golpes, de las descargas eléctricas o de los azotes con el sjambok (látigo hecho de piel de rinoceronte) que recibían. También en 1965 se publicaron otros dos informes sobre el Portugal salazarista y sobre la Rumanía comunista. Al año siguiente publicó un informe sobre el régimen racista de Rodesia.
En 1968 se reunió en Estocolmo la Asamblea Internacional de AI en la que se adoptó como uno de sus principales fines el cumplimiento del artículo 5 de la Declaración Universal de Derechos Humanos de la ONU de 1948: «Nadie será sometido a tortura o a tratamiento o castigo cruel, inhumano o degradante». El motivo fueron las alegaciones presentadas por la sección sueca sobre las torturas perpetradas por el régimen de los coroneles en Grecia, que se había instaurado en año anterior gracias a un golpe de Estado. Inmediatamente AI publicó dos informes sobre el uso de la tortura por el nuevo régimen griego, que tuvo como resultado la expulsión de Grecia del Consejo de Europa ese mismo año por haber violado nueve de los artículos de la Convención Europea de Derechos Humanos aprobada en 1950. Tras la caída del régimen de los coroneles en 1974, AI publicó un informe detallado y documentado titulado La tortura en Grecia: el Primer Juicio a los Torturadores (1975), que pudo realizarse gracias a la investigación llevada a cabo por el nuevo gobierno griego. Este informe según el historiador de la tortura Edward Peters, es "una de las obras clásicas sobre la documentación y las técnicas de tortura de fines del siglo XX" ya que "está libre de partidismo y arroja una luz implacable sobre el proceso de la tortura en un Estado del siglo XX".

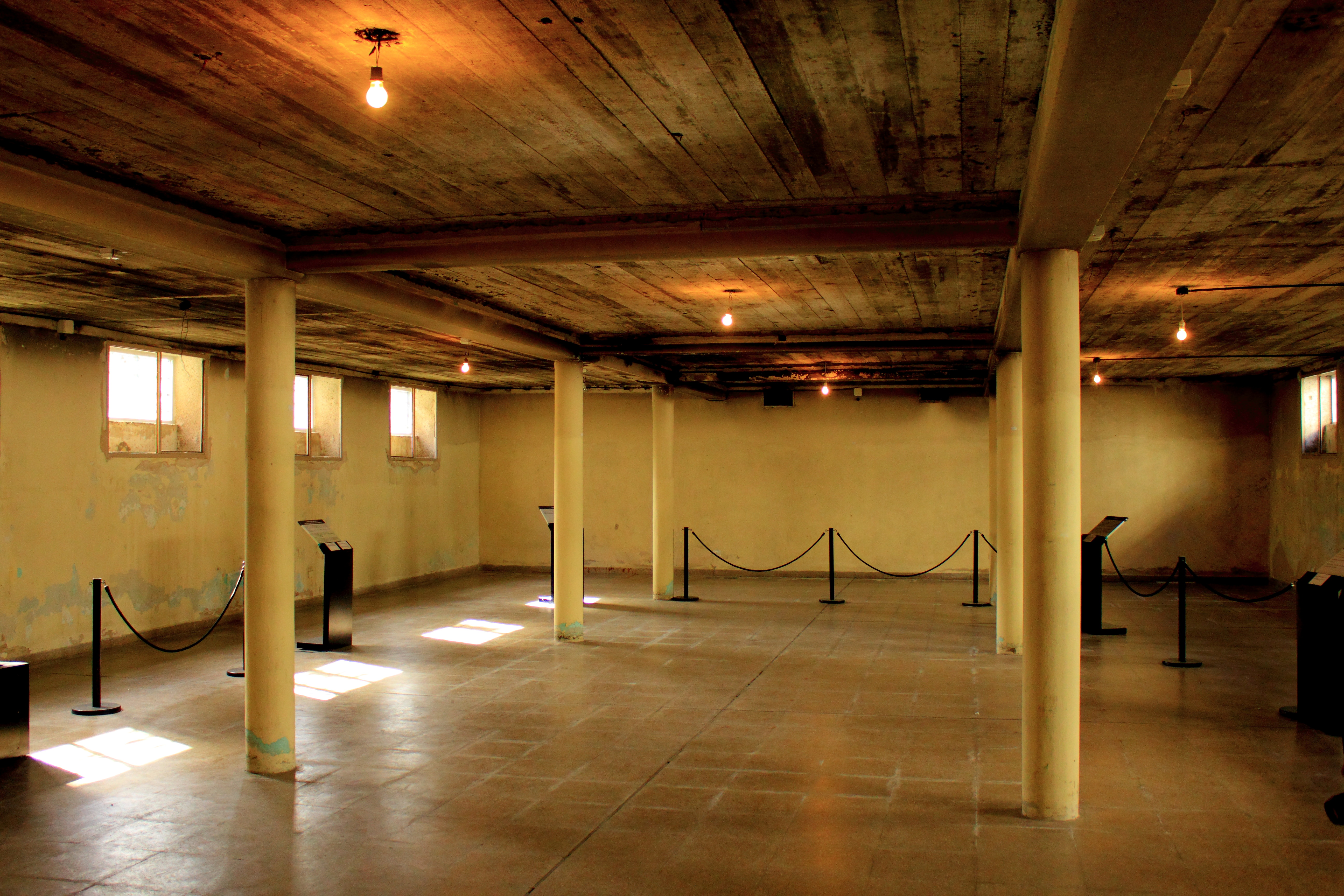
Sótano del Casino de Oficiales de la Escuela de Mecánica de la Armada donde funcionaba el centro clandestino de tortura de la dictadura militar argentina.

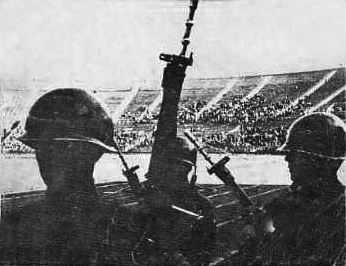
Tras el Golpe de Estado del 11 de septiembre de 1973, se utilizaron las instalaciones del Estadio Nacional como centro de detención y torturas. Por el recinto pasaron en calidad de detenidos más de cuarenta mil personas.

En 1972 AI inició la Campaña para la Abolición de la Tortura que incluyó un informe publicado en 1973 sobre la tortura desde 1962, lo que desató las protestas de los estados mencionados en el mismo que, por ejemplo, impidieron que AI pudiera utilizar los locales de la UNESCO en París para celebrar su planeada conferencia sobre la tortura. Ese mismo año AI también publicó un informe sobre la tortura por el nuevo régimen del general Pinochet instaurado en Chile tras el triunfo del golpe de Estado militar del 11 de septiembre. A este informe le había precedido otro sobre la tortura en Brasil (1972), también entonces bajo una dictadura militar, y al que siguieron otros sobre la tortura en Irán (1976), Nicaragua (1976), Argentina (1980) e Irak (1981). En 1984 hizo público el informe titulado La tortura en la década de los Ochenta.
No solo Amnistía Internacional denunció la tortura, también aparecieron reportajes en la prensa, libros y testimonios, como el del periodista Jacobo Timerman, encarcelado y torturado entre 1977 y 1979 por la dictadura militar de Argentina, que tras ser puesto en libertad y trasladado a Israel, publicó su experiencia en el libro Preso sin Nombre, Celda sin Número (1981).

### La renovada lucha contra la tortura
En paralelo a los informes y a la campaña contra la tortura de Amnistía Internacional, se sucedieron las declaraciones, protocolos y convenios internacionales contra la tortura. El artículo 7 del Pacto Internacional de Derechos Civiles y Políticos aprobado por la Asamblea General de las Naciones Unidas —Resolución 2200 A (XXI)— el 16 de diciembre de 1966, y que entró en vigor el 25 de marzo de 1976 estableció: Nadie será sometido a tortura o a trato o castigo cruel, inhumano o degradante. En particular, nadie será sometido sin su libre consentimiento a experimentación médica o científica. Nueve años después, el 9 de diciembre de 1975, la Asamblea General de las Naciones Unidas aprobó la Declaración sobre la protección de todas las personas contra la tortura y otros tratos o penas crueles, inhumanos o degradantes (Resolución 3452 XXX), que desarrolló el artículo 5 de la Declaración Universal de los Derechos Humanos de 1948: Nadie será sometido a tortura o a tratamientos o castigos crueles, inhumanos o degradantes.

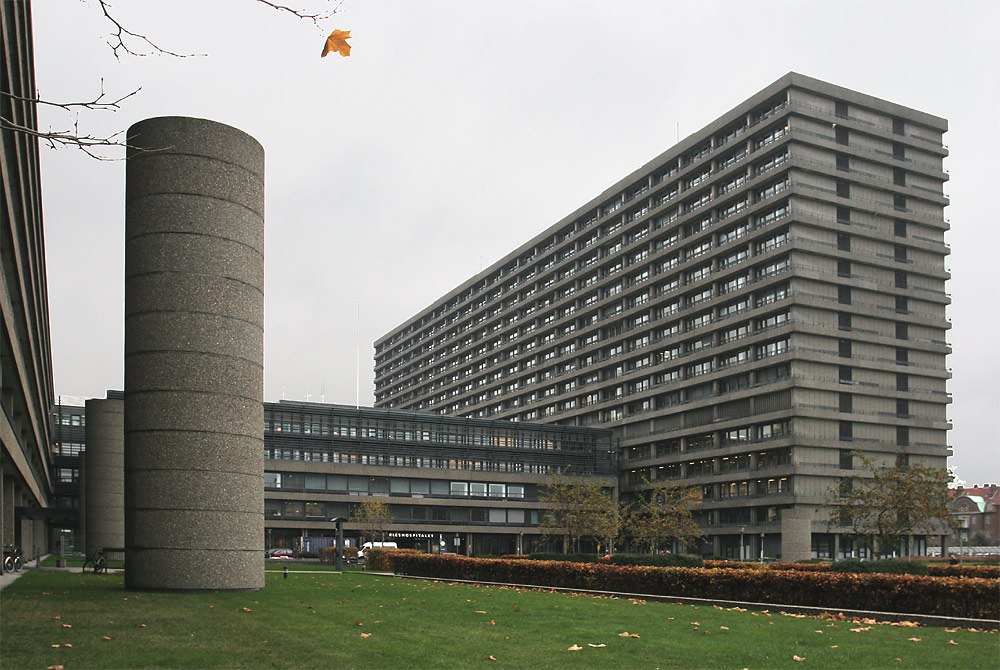
Hospital Universitario de Copenhague, sede del RCT

Otros hitos importantes en la lucha contra la tortura lo constituyeron la fundación en 1980 del Centro de Rehabilitación e Investigación de las Víctimas de la Tortura (RCT, por sus siglas en inglés) radicado en Copenhague, y cinco años después del Consejo Internacional para la Rehabilitación de las Víctimas de la Tortura (IRCT por sus siglas en inglés), la rama internacional del RCT y que desde 1997 es una organización independiente.
La culminación del proceso se produjo en 1984 cuando la ONU aprobó la Convención contra la tortura y otros tratos o penas crueles, inhumanos o degradantes. En 1987 entraba en vigor la Convención Interamericana para Prevenir y Sancionar la Tortura, acordada por iniciativa de la Organización de Estados Americanos, y el Consejo de Europa aprobaba la Convención europea para la prevención de la tortura y de las penas o tratos inhumanos o degradantes para cuya aplicación se creó el Comité Europeo para la prevención de la tortura y de las penas o tratos inhumanos o degradantes.
Según Edward Peters,

Puede ser posible hacer desaparecer la tortura haciéndola efectivamente ilegal y peligrosa para los que la practican, pero también parece necesario preservar una noción de la dignidad humana que, aunque no siempre meticulosamente observada, es generalmente supuesta en el lenguaje público, si no en las acciones no públicas, de la mayoría de las sociedades modernas, y supuesta, además, en un sentido generalmente universal y democrático. Esta antropología supone que todos los seres humanos poseen una cualidad llamada dignidad humana.
[...]

Las sociedades que no reconocen la dignidad de la persona humana, o pretenden reconocerla pero dejan de hacerlo en la práctica, o la reconocen sólo en circunstancias muy selectivas, se convierten, no solamente en sociedades con tortura, sino en sociedades en las que la presencia de la tortura transforma la dignidad humana misma, y por lo tanto a todos los individuos y a la vida social. Y una sociedad que de modo voluntario o por indiferencia incluye entre sus miembros a víctimas y torturadores finalmente no deja cabida conceptual o práctica para nadie que no quiera ser una cosa ni otra.